# 映画作品一覧
映画作品一覧（えいがさくひんいちらん）は、ウィキペディア日本語版内に記事のある映画のタイトルの一覧である。
括弧内は、製作年および製作国。

## 作品一覧

### 記号・数字
- π（1998年、米）
- 007シリーズ（1962年- 、英・米）
  - 007 ドクター・ノオ（1962年、英・米）
  - 007 ロシアより愛をこめて（1963年、英・米）
  - 007 ゴールドフィンガー（1964年、英・米）
  - 007 サンダーボール作戦（1965年、英・米）
  - 007は二度死ぬ（1967年、英・米）
  - 女王陛下の007（1969年、英・米）
  - 007 ダイヤモンドは永遠に（1971年、英・米）
  - 007 死ぬのは奴らだ（1973年、英・米）
  - 007 黄金銃を持つ男（1974年、英・米）
  - 007 私を愛したスパイ（1977年、英・米）
  - 007 ムーンレイカー（1979年、英・仏・米）
  - 007 ユア・アイズ・オンリー（1981年、英・米）
  - 007 オクトパシー（1983年、英・米）
  - 007 美しき獲物たち（1985年、英・米）
  - 007 リビング・デイライツ（1987年、英・米）
  - 007 消されたライセンス（1989年、英・米）
  - 007 ゴールデンアイ（1995年、英・米）
  - 007 トゥモロー・ネバー・ダイ（1998年、英・米）
  - 007 ワールド・イズ・ノット・イナフ（2000年、英・米）
  - 007 ダイ・アナザー・デイ（2002年、英・米）
  - 007 カジノ・ロワイヤル（2006年、英・米・独・伊・チェコ）
  - 007 慰めの報酬（2008年、英・米）
  - 007 スカイフォール（2012年、英・米）
  - 007 スペクター（2015年、英・米）
  - 007 ノー・タイム・トゥ・ダイ（2020年、英・米）
- 12モンキーズ（1995年、米）
- 127時間（2010年、米・英）
- 1303号室（2007年、米）
- 13日の金曜日シリーズ
  - 13日の金曜日（1980年、米）
  - 13日の金曜日 PART2（1981年、米）
  - 13日の金曜日 PART3（1982年、米）
  - 13日の金曜日 完結編（1984年、米）
  - 新・13日の金曜日（1985年、米）
  - 13日の金曜日 PART6/ジェイソンは生きていた!（1986年、米）
  - 13日の金曜日 PART7/新しい恐怖（1988年、米）
  - 13日の金曜日 PART8/ジェイソンN.Y.へ（1989年、米）
  - 13日の金曜日/ジェイソンの命日（1993年、米）
  - ジェイソンX 13日の金曜日（2002年、米）
  - 13日の金曜日（2009年、米）
- 1408号室（2007年、米）
- 15時17分、パリ行き（2018年、米）
- 17歳のカルテ（1999年、米）
- 17歳の肖像（2009年、英）
- 17歳の処方箋（2002年、米）
- 1917 命をかけた伝令（2019年、英・米）
- 2001年宇宙の旅（1968年、米）
  - 2010年（1984年、米）
- 200本のたばこ（1999年、米）
- 2012（2009年、米）
- 2046（2004年、 香港）
- 21グラム（2003年、米）
- 25時（2002年、米）
- 25年目のキス（1999年、米）
- 26世紀青年（2006年、米）
- 30デイズ・ナイト（2007年、米）
- 300 〈スリーハンドレッド〉（2007年、米）
  - 300 〈スリーハンドレッド〉 〜帝国の進撃〜（2014年、米）
- 3時10分、決断のとき（2007年、米）
- 31年目の夫婦げんか（2012年、米）
- 47RONIN（2013年、米）
- 5デイズ（2011年、米）
- 50回目のファースト・キス（2004年、米）
- 50歳の恋愛白書（2009年、米）
- (500)日のサマー（2009年、米）
- 500ページの夢の束 (2017年、米)
- 65/シックスティ・ファイブ (2023年、米)
- 7月4日に生まれて（1989年、米）
- 8 1/2（1963年、 イタリア）
- 8 Mile（2002年、米）
- 8mm（1999年、米）
- 9 〜9番目の奇妙な人形〜（2009年、米）
- 96時間（2008年、仏・米）
  - 96時間/リベンジ（2012年、仏・米）
  - 96時間/レクイエム（2014年、仏・米）

### あ行
- アーチ&シパック -世界ウンコ大戦争-（2006年、 韓国）
- アーサー・クリスマスの大冒険（2011年、米・英）
- アーサーと魔王マルタザールの逆襲（2009年、 フランス）
- アース・トゥ・エコー（2014年、米）
- アーティスト（2011年、フランス）
- アーマード 武装地帯（2009年、米）
- アイアン・スカイ（2012年、フィンランド・ドイツ・オーストラリア）
- アイアンマン（2008年、米）
  - アイアンマン2（2010年、米）
  - アイアンマン3（2013年、米）
- アイ・アム・サム（2001年、米）
- アイ・アム・ナンバー4（2011年、米）
- アイ・アム・レジェンド（2007年、米）
- アイガー・サンクション（1975年、米）
- アイガー北壁（2008年、 ドイツ）
- 愛さえあれば（2012年、スペイン）
- アイス・エイジ（2002年、米）
  - アイス・エイジ2（2006年、米）
  - アイス・エイジ3/ティラノのおとしもの（2009年、米）
  - アイス・エイジ4/パイレーツ大冒険（2012年、米）
  - アイス・エイジ5/止めろ! 惑星大衝突（2016年、米）
  - アイス・エイジ バックの大冒険（2022年、米）
- アイズ・ワイド・シャット（1999年、米）
- アイデンティティー（2003年、米）
- 愛する人（2009年、米・ スペイン）
- 愛と哀しみの果て（1985年、米）
- 愛と青春の旅だち（1982年、米）
- 愛と追憶の日々（1983年、米）
- アイ・フランケンシュタイン（2014年、米・オーストラリア）
- 愛より強く（2004年、 ドイツ・ トルコ）
- アイ,ロボット（2004年、米）
- アウトサイダー（1983年、米）
- アウトブレイク（1995年、米）
- アウトロー（2012年、米）
- 紅いコーリャン（1987年、 中国）
- アクアマン（2018年、米）
  - アクアマン/失われた王国（2023年、米）
- 悪魔（1972年、 ポーランド）
- 悪魔の赤ちゃん（1974年、米）
- 悪魔のいけにえ（1974年、米）
  - 悪魔のいけにえ2（1986年、米）
  - 悪魔のいけにえ3 レザーフェイス逆襲（1990年、米）
  - 悪魔のいけにえ レジェンド・オブ・レザーフェイス（1995年、米）
  - 飛びだす 悪魔のいけにえ レザーフェイス一家の逆襲（2013年、米）
  - レザーフェイス-悪魔のいけにえ（2017年、米）
  - 悪魔のいけにえ -レザーフェイス・リターンズ-（2022年、米）
- 悪魔の棲む家（1974年、米）
  - 悪魔の棲む家（2005年、米）
- アサシン　クリード（2016年、米・フランス・英・香港）
- アザーズ（2001年、米・ スペイン・ フランス）
- アザー・ガイズ 俺たち踊るハイパー刑事!（2010、米）
- 明日、君がいない（2006年、 オーストラリア）
- 明日に向って撃て!（1969年、米）
- アジャストメント（2011年、米）
- アダムス・ファミリー（1991年、米）
  - アダムス・ファミリー2（1993年、米）
- 新しい人生のはじめかた（2008年、米）
- 熱いトタン屋根の猫（1958年、米）
- アップサイドダウン 重力の恋人（2012年、フランス・カナダ）
- アデライン、100年目の恋（2015年、米）
- アデル/ファラオと復活の秘薬（2010年、 フランス）
- あと1センチの恋（2014年、英・ドイツ）
- アトランティス 失われた帝国（2001年、米）
- アトランティスのこころ（2001年、米）
- 穴（1960年、 フランス）
- アナコンダ（1997年、米）
  - アナコンダ2（2004年、米）
- アナスタシア（2007年、米）
- あなたは私の婿になる（2009年、米）
- あなたを抱きしめる日まで（2013年、英・米・フランス）
- アナと雪の女王（2013年、米）
- アナベル 死霊館の人形（2014年、米）
  - アナベル 死霊人形の誕生（2017年、米）
  - アナベル 死霊博物館（2019年、米）
- ANNIE/アニー（2014年、米）
- アニー・ホール（1977年、米）
- あの夏の子供たち（2009年、 フランス）
- アパートの鍵貸します（1960年、米）
- アバウト・タイム〜愛おしい時間について〜（2013年、英・米）
- アバター（2009年、米）
  - アバター:ウェイ・オブ・ウォーター（2022年、米）
- 乱暴者（1953年、米）
- アビエイター（2004年、米）
- アビス（1989年、米）
- アフガン零年（2003年、 アフガニスタン・ 日本・ アイルランド）
- アフター・アース（2013年、米）
- アフター・ウェディング（2006年、 デンマーク）
- アベンジャーズ（2012年、米）
  - アベンジャーズ/エイジ・オブ・ウルトロン（2015年、米）
  - アベンジャーズ/インフィニティ・ウォー（2018年、米）
  - アベンジャーズ/エンドゲーム（2019年、米）
- アポロ13（1995年、米）
- アポロンの地獄（1967年、 イタリア）
- 甘い生活（1960年、 イタリア）
- アマデウス（1984年、米）
- アマロ神父の罪（2002年、 メキシコ）
- アミスタッド（1997年、米）
- 雨に唄えば（1952年、米）
- アメリ（2001年、 フランス）
- アメリア 永遠の翼（2009年、米・カナダ）
- アメリカン・アサシン（2015年、米）
- アメリカン・サイコ（2000年、米）
- アメリカン・ギャングスター（2007年、米）
- アメリカン・グラフィティ（1973年、米）
- アメリカン・スナイパー（2014年、米）
- アメリカン・ドリームズ（2006年、米）
- アメリカン・ビューティー（1999年、米）
- 嵐の孤児（1921年、米）
- アラジン(1992年、米)
- アラビアのロレンス（1962年、英・米）
- アリゲーター（1980年、米）
- アリス（1990年、米）
- アリス・イン・ワンダーランド（2010年、米）
  - アリス・イン・ワンダーランド/時間の旅（2016年、米）
- アリスの恋（1974年、米）
- あるいは裏切りという名の犬（2004年、 フランス）
- アルゴ（2012年、米）
- アルゴ探検隊の大冒険（1963年、英・米）
- アルバート氏の人生（2011年、英・アイルランド・米・フランス）
- アルフィー（1966年、英）
- アルフィー（2004年、米・英）
- アルビン/歌うシマリス3兄弟（2007年、米）
- アルマゲドン（1998年、米）
- 或る夜の出来事（1934年、米）
- アルファ・アンド・オメガ（2010年、米）
- アレキサンダー（2004年、米）
- アレックス（2002年、 フランス）
- アレックス・ライダー（2006年、英・米・独）
- アーロと少年（2015年、米）
- アンカーウーマン（1996年、米）
- アングリーバード（2016年、米）
- 暗殺のオペラ（1969年、 イタリア）
- 暗殺の森（1970年、 イタリア・ フランス・ 西ドイツ）
- アンチクライスト（2009年、 デンマーク・ ドイツ・ イタリア・ フランス・ スウェーデン・ ポーランド）
- アンストッパブル（2010年、米）
- アンタッチャブル（1987年、米）
- アンダーグラウンド（1995年、 フランス・ ドイツ・ ハンガリー）
- アンダーワールド（2003年、米）
  - アンダーワールド: エボリューション（2006年、米）
  - アンダーワールド ビギンズ（2009年、米）
  - アンダーワールド 覚醒（2012年、米）
  - アンダーワールド ブラッド・ウォーズ（2016年、米）
- アンダルシアの犬（1928年、 フランス）
- アントニー・ジマー（2005年、 フランス）
- アントブリー（2006年、米）
- アントマン（2015年、米）
  - アントマン&ワスプ (2018年、米)
  - アントマン&ワスプ:クアントマニア (2023年、米)
- アンドリューNDR114（1999年、米）
- アンナ・カレーニナ
  - アンナ・カレニナ（1927年、米）
  - アンナ・カレニナ（1935年、米）
  - アンナ・カレニナ（1948年、英）
  - アンナ・カレーニナ（1997年、米）
- アンドレイ・ルブリョフ（1969年、 ソビエト連邦）
- アンネの追憶（2009年、イタリア）
- アンネの日記（1959年、米）
- アンノウン（2011年、米・独）
- アンブレイカブル（2000年、米）
- イーオン・フラックス（2005年、米）
- イージー・ライダー（1969年、米）
- イースターラビットのキャンディ工場（2011年、米）
- E.T.（1982年、米）
- イエスマン “YES”は人生のパスワード（2008年、米）
- イエロー・サブマリン（1968年、英）
- イエロー・ハンカチーフ（2008年、米）
- 怒りの葡萄（1940年、米）
- イギリスから来た男（1999年、米）
- 活きる（1994年、 中国）
- イーグル・アイ（2008年、米）
- 一枚のめぐり逢い（2012年、米）
- いつか晴れた日に（1995年、米・英）
- 愛しのアクアマリン（2006年、米）
- 愛しのローズマリー（2001年、米）
- イフ・アイ・ステイ 愛が還る場所（2014年、米）
- イヴの総て（1950年、米）
- 異邦人（1968年、 イタリア・ フランス）
- いまを生きる（1989年、米）
- イミテーション・ゲーム/エニグマと天才数学者の秘密（2014年、米・英）
- イリュージョニスト（2010年、英・フランス）
- イルマーレ（2006年、米・オーストラリア）
- イレイザー（1996年、米）
- イレイザーヘッド（1976年、米）
- インクハート/魔法の声（2008年、米・英・ドイツ）
- イングリッシュ・ペイシェント（1996年、米）
- インクレディブル・ハルク（2008年、米）
- インサイド・マン（2006年、米）
- インシディアスシリーズ
  - インシディアス（2010年、米）
  - インシディアス 第2章（2013年、米）
  - インシディアス 序章（2015年、米）
  - インシディアス 最後の鍵（2018年、米）
- インセプション（2010年、米）
- インターステラー（2014年、米・英）
- インタビュー・ウィズ・ヴァンパイア（1994年、米）
- インディ・ジョーンズ シリーズ
  - レイダース/失われたアーク《聖櫃》 （1981年、米）
  - インディ・ジョーンズ/魔宮の伝説（1984年、米）
  - インディ・ジョーンズ/最後の聖戦（1989年、米）
  - インディ・ジョーンズ/クリスタル・スカルの王国（2008年、米）
  - インディ・ジョーンズと運命のダイヤル (2023年、米)
- インデペンデンス・デイ（1996年、米）
  - インデペンデンス・デイ:リサージェンス（2016年、米）
- イントゥ・ザ・ストーム（2014年、米）
- イントレランス（1920年、米）
- イン・ハー・シューズ（2005年、米）
- インビクタス/負けざる者たち（2009年、米）
- インビジブル（2000年、米）
  - インビジブル2（2006年、米）
- インファナル・アフェア（2002年、 香港）
  - インファナル・アフェアII 無間序曲（2003年、 香港）
  - インファナル・アフェアIII 終極無間（2003年、 香港）
- インポッシブル（2012年、スペイン）
- ウィッシュ (2023年、米)
- ウィッチマウンテン/地図から消された山（2009年、米）
- ヴァチカンのエクソシスト (2023年、米)
- ヴァン・ヘルシング（2004年、米）
- ヴィドック（2001年、 フランス）
- ヴィレッジ（2004年、米）
- ウィロー（1988年、米）
- ウィンブルドン（2004年、英）
- ウエスト・サイド物語（1961年、米）
  - ウエスト・サイド・ストーリー（2021年、米）
- ウェディング・シンガー（1998年、米）
- ウェディング・プランナー（2001年、米）
- ウォーク・ザ・ライン/君につづく道（2005年、米）
- ウォークラフト（2016年、米）
- ウォーター・ホース（2007年、米）
- ウォーム・ボディーズ（2013年、米）
- WALL・E/ウォーリー（2008年、米）
- ウォリスとエドワード 英国王冠をかけた恋（2012年、英）
- ウォール・ストリート（2010年、米）
- ウォールフラワー（2012年、米）
- ウォー・ゲーム（1983年、米）
- ウォール街（1987年、米）
  - ウォール・ストリート（2010年、米）
- ウォルター少年と、夏の休日（2003年、米）
- ウォルト・ディズニーの約束（2013年、米・英・オーストラリア）
- ウォンテッド（2008年、米）
- 浮雲（1955年、日）
- 浮き雲（1996年、 フィンランド）
- 動くな、死ね、甦れ!（1989年、旧 ソビエト連邦）
- 失われた世界（1960年、米）
- 歌え!ロレッタ愛のために（1980年、米）
- 宇宙戦争
  - 宇宙戦争（1953年、米）
  - 宇宙戦争（2005年、米）
- 美しいひと（2008年、 フランス）
- ウディ・アレンの影と霧（1991年、米）
- ウディ・アレンの重罪と軽罪（1989年、米）
- ウディ・アレンの夢と犯罪（2007年、英）
- 海の上のピアニスト（1998年、 イタリア）
- 海辺のポーリーヌ（1983年、 フランス）
- 海を飛ぶ夢（2004年、 スペイン）
- 裏切りのサーカス（2011年、英・フランス）
- 裏窓（1954年、米）
- ウルトラヴァイオレット（2006年、米）
- ウルフマン（2010年、米）
- 麗しのサブリナ（1954年、米）
- 噂のモーガン夫妻（2009年、米）
- 運動靴と赤い金魚（1997年、 イラン）
- 運命のボタン（2009年、米）
- エアフォース・ワン（1997年、米）
- エアベンダー（2010年、米）
- エアポートシリーズ
  - 大空港（1970年、米）
  - エアポート'75（1974年、米）
  - エアポート'77/バミューダからの脱出（1977年、米）
  - エアポート'80（1979年、米）
- A.I.（2001年、米）
- 永遠の僕たち（2011年、米）
- 英国王給仕人に乾杯!（2006年、 チェコスロバキア）
- 英国王のスピーチ（2010年、英・豪）
- 英国万歳!（1994年、英）
- 永遠と一日（1998年、 ギリシャ・ フランス・ イタリア）
- 栄光への脱出（1960年、米）
- エイリアンシリーズ
  - エイリアン（1979年、米）
  - エイリアン2（1986年、米）
  - エイリアン3（1992年、米）
  - エイリアン4（1997年、米）
  - プロメテウス（2012年、米）
  - エイリアン: コヴェナント（2017年、米）
- エイリアンVSプレデター（2004年、米）
  - AVP2 エイリアンズVS.プレデター（2007年、米）
- 駅馬車（1939年、米）
- エクス・マキナ（2015年、英）
- エグゼクティブ・デシジョン（1996年、米）
- エクソシストシリーズ
  - エクソシスト（1973年、米）
  - エクソシスト2（1977年、米）
  - エクソシスト3（1990年、米）
  - エクソシスト ビギニング（2004年、米）
  - エクソシスト 信じる者（2023年、米）
- エクソダス:神と王（2014年、米・英）
- X-MENシリーズ
  - X-メン（2000年、米）
  - X-MEN2（2003年、米）
  - X-MEN:ファイナル ディシジョン（2006年、米）
  - X-MEN:ファースト・ジェネレーション（2011年、米）
  - X-MEN:フューチャー&パスト（2014年、米・英）
  - X-MEN:アポカリプス（2016年、米）
  - X-MEN:ダーク・フェニックス（2019年、米）
- エクトプラズム 怨霊の棲む家（2009年、米）
- エージェント:ライアン（2014年、米）
- エスター（2009年、米）
  - エスター ファースト・キル（2022年、米）
- エデンの東（1955年、米）
- エド・ウッド（1994年、米）
- エネミー・オブ・アメリカ（1998年、米）
- エネミー・ライン（2002年、米）
- エビータ（1996年、米）
- えびボクサー（2001年、英）
- エブリシング・エブリウェア・オール・アット・ワンス（2022年、米）
- エベレスト 3D（2015年、米・英・アイスランド）
- エボリューション（2001年、米）
- エマニエル夫人（1974年、 フランス）
- エラゴン（2006年、米・英・ハンガリー）
- エリザベス（1998年、英）
- エリザベスタウン（2005年、米）
- エリジウム（2013年、米）
- エリックを探して（2009年、英・ フランス・ スペイン・ ベルギー・ イタリア）
- エリン・ブロコビッチ（2000年、米）
- エル・カンタンテ（2007年、米）
- エルム街の悪夢シリーズ
  - エルム街の悪夢（1984年、米）
  - エルム街の悪夢2 フレディの復讐（1985年、米）
  - エルム街の悪夢3 惨劇の館（1987年、米）
  - エルム街の悪夢4 ザ・ドリームマスター 最後の反撃（1988年、米）
  - エルム街の悪夢5 ザ・ドリームチャイルド（1989年、米）
  - エルム街の悪夢 ザ・ファイナルナイトメア（1991年、米）
  - エルム街の悪夢 ザ・リアルナイトメア（1994年、米）
  - エルム街の悪夢（2010年、米）
- エレクトラ（1962年、 ギリシャ）
- エレクトラ（2005年、米）
- エレファント（2003年、米）
- エレファント・マン（1980年、米）
- エンター・ザ・ボイド（2009年、 フランス）
- エンダーのゲーム（2013年、米）
- エンド・オブ・ホワイトハウス（2013年、米）
  - エンド・オブ・キングダム（2016年、米）
  - エンド・オブ・ステイツ（2019年、米）
- エンバー 失われた光の物語（2008年、米）
- O（2001年、米）
- おいしい生活（2000年、米）
- 追いつめられて（1987年、米）
- 黄金狂時代（1925年・1942年、米）
- 王様と私（1956年、米）
- 大いなる遺産
  - 大いなる遺産（1946年、英）
  - 大いなる遺産（1998年、米）
- 大いなる眠り（1946年、1978年、米）
- 狼たちの午後（1975年、米）
- オーケストラ!（2009年、 フランス）
- オーシャンズ（2009年、 フランス）
- オーシャンと十一人の仲間（1960年、米）
  - オーシャンズ11（2001年、米）
  - オーシャンズ12（2004年、米）
  - オーシャンズ13（2007年、米）
  - オーシャンズ8（2018年、米）
- オープン・ユア・アイズ（1997年、 スペイン）
- オール・アバウト・マイ・マザー（1998年、 スペイン）
- オール・ザット・ジャズ（1979年、米）
- おかしなおかしな石器人（1981年、米）
- 奥さまは魔女 （2005年、米）
- オスカー・ワイルド（1997年、英）
- オズの魔法使い
  - オズの魔法使（1939年、米）
  - オズ（1985年、米）
  - オズ はじまりの戦い（2013年、米）
- 夫たち、妻たち（1992年、米）
- オッド・トーマス 死神と奇妙な救世主（2013年、米）
- オデッセイ（2015年、米）
- 男たちの挽歌（1986年、香港）
  - 男たちの挽歌II（1990年、香港）
  - アゲイン 男たちの挽歌III（1939年、香港）
- 男と女（1966年、 フランス）
- 大人は判ってくれない（1959年、 フランス）
- 乙女の祈り（1994年、 ニュージーランド・米）
- 鬼火（1963年、 フランス）
- オブリビオン（2013年、米・ロシア）
- オペラ座の怪人
  - オペラ座の怪人（1989年、米）
  - オペラ座の怪人（2004年、米・英）
- オリヴァ・ツイスト（1948年、英）
- オリエント急行殺人事件
  - オリエント急行殺人事件（1974年、英）
  - オリエント急行殺人事件（2017年、米）
- オリバー!（1968年、英・米）
- オリバー ニューヨーク子猫ものがたり（1988年、米）
- オリバー・ツイスト（2005年、英）
- 俺たちに明日はない（1967年、米）
- オレンジと太陽（2011年、英）
- 女写真家ソフィー（2000年、 フランス）
- オンリー・ザ・ブレイブ　(映画) (2017年、米)

### か行
- カーズ（2006年、米）
  - カーズ2（2011年、米）
  - カーズ/クロスロード(2017年、米)
- ガーディアンズ・オブ・ギャラクシー(2014年、米)
  - ガーディアンズ・オブ・ギャラクシー:リミックス (2017年、米)
  - ガーディアンズ・オブ・ギャラクシー:VOLUME 3 (2023年、米)
- カールじいさんの空飛ぶ家（2009年、米）
- 会議は踊る（1931年、 ドイツ）
- かいじゅうたちのいるところ（2009年、米）
- 怪人スワンプ・シング 影のヒーロー（1982年、米）
- 海底二万哩（1954年、米）
- 海底47m (2017年、英)
- カイロの紫のバラ（1985年、米）
- カウボーイ & エイリアン (2011年、米)
- 鏡（1974年、 ソビエト連邦）
- かくも長き不在（1960年、 フランス）
- 崖っぷちの男 (2012年、米)
- かけひきは、恋のはじまり（2008年、米）
- 過去のない男（2002年、 フィンランド・ ドイツ・ フランス）
- カサブランカ（1942年、米）
- 飾窓の女（1944年、米）
- カサンドラ・クロス（1976年、英・ イタリア）
- 華氏911（2004年、米）
- 華氏451（1966年、英・ フランス）
- 風（1928年、米）
- 風と共に去りぬ（1939年、米）
- 家族の肖像（1974年、 イタリア・ フランス）
- ガタカ（1997年、米）
- カッコーの巣の上で（1975年、米）
- 勝手にしやがれ（1959年、 フランス）
- カビリアの夜（1957年、 イタリア）
- カフェ・ソサエティ (2016年、米)
- KAFKA/迷宮の悪夢（1991年、米）
- カプリコン・1（1977年、米）
- ガフールの伝説（2010年、米・オーストラリア）
- 神の道化師、フランチェスコ（1950年、 イタリア）
- 髪結いの亭主（1990年、 フランス）
- カミーユ、恋はふたたび（2012年、 フランス）
- カラーパープル
  - カラーパープル（1985年、米）
  - カラーパープル（2023年、米）
- カリガリ博士（1920年、 ドイツ）
- ガリバー旅行記（2010年、米）
- カリフォルニア・ダウン (2015年、米)
- カルテット! 人生のオペラハウス (2012年、英)
- ガールフレンド・エクスペリエンス（2009年、米）
- カルメン（1915年、1927年、1948年、1954年、米 / 1918年、 ドイツ / 1926年、 フランス / 1943年、英・ フランス / 1983年、 フランス・ イタリア / 2003年、 スペイン・英・ イタリア）
  - チャップリンのカルメン（1915年、米）
- 華麗なる賭け（1968年、1999年、米）
- 華麗なるギャツビー (2013年、米・オーストラリア)
- 華麗なる恋の舞台で（2004年、カナダ・米・イギリス・ハンガリー）
- 華麗なる週末（1969年、米）
- 彼が二度愛したS（2008年、米）
- カンザス・シティ（1996年、米）
- 完全なるチェックメイト (2015年、米)
- 完全なる報復（2009年、米）
- 鑑定士と顔のない依頼人 (2013年、イタリア)
- ガンモ（1997年、米）
- 記憶探偵と鍵のかかった少女 (2014年、米・スペイン)
- 機械じかけの小児病棟（2005年、 スペイン）
- 紀元前1万年（2008年、米・ニュージーランド）
- 危険な遊び（1993年、米）
- 危険な情事（1988年、米）
- キス&キル (2010年、米)
- 奇跡の海（1996年、 デンマーク）
- 奇跡の丘（1964年、 イタリア）
- 奇蹟の輝き（1998年、米）
- 奇跡のシンフォニー（2007年、米）
- ギター弾きの恋（1999年、米）
- キック・アス（2010年、米）
  - キック・アス/ジャスティス・フォーエバー（2013年、米）
- キッド (2000年、米)
- きっと、星のせいじゃない。 (2014年、米)
- ギヴァー 記憶を注ぐ者 (2014年、米・カナダ・南アフリカ共和国)
- gifted/ギフテッド (2017年、米)
- きみがくれた未来（2010年、米）
- きみがぼくを見つけた日（2009年、米）
- 君への誓い (2012年、米)
- キャスパー(1995年、米)
- キャッチ・ミー・イフ・ユー・キャン（2002年、米）
- キャプテン・ウルフ(2005年、米)
- ギャラクシー・クエスト （1999年、米）
- キャリー（1976年、米）
- 恐怖省（1944年、米）
- キャスト・アウェイ（2000年、米）
- キャットウーマン（2004年、米）
- キャデラック・レコード 音楽でアメリカを変えた人々の物語（2008年、米）
- キャプテン・アメリカ
  - キャプテン・アメリカ 卍帝国の野望（1990年、米）
  - キャプテン・アメリカ/ザ・ファースト・アベンジャー（2011年、米）
  - キャプテン・アメリカ/ウィンター・ソルジャー (2014年、米)
- キャプテン・フィリップス (2013年、米)
- 吸血鬼ノスフェラトゥ（1922年、 ドイツ）
- キューブ（1997年、 カナダ）
  - キューブ2（2003年、 カナダ）
  - キューブ ゼロ（2004年、 カナダ）
- 狂気の愛（1985年、 フランス）
- 恐怖の火星探検（1958年、米）
- 恐竜の惑星（1978年、米）
- 巨人獣（1958年、米）
- 去年マリエンバートで（1960年、 フランス・ イタリア）
- キラーズ・オブ・ザ・フラワームーン (2023年、米)
- キリクと魔女（1998年、 フランス・ ベルギー・ ルクセンブルク）
- キリング・フィールド（1984年、英）
- キリング・ミー・ソフトリー（2002年、米）
- ギルバート・グレイプ（1993年、米）
- キル・ビル Vol.1（2003年、米）
  - キル・ビル Vol.2（2004年、米）
- キング・アーサー（2004年、米・アイルランド・英）
- キング・アーサー（2017年、米・英・オーストラリア）
- キング・オブ・エジプト (2016年、米・オーストラリア)
- キングコング
  - キング・コング（1933年、米）
  - コングの復讐（1933年、米）
  - キングコング（1976年、米）
  - キングコング2（1986年、米）
  - キング・コング（2005年、 ニュージーランド・米）
  - キングコング:髑髏島の巨神（2017年、米）
- キングスマンシリーズ
  - キングスマン (2015年、英・米)
  - キングスマン:ゴールデン・サークル (2017年、英・米)
  - キングスマン:ファースト・エージェント (2021年、英・米)
- キングダム・オブ・ヘブン（2005年、米）
- キングダム/見えざる敵（2007年、米）
- 禁じられた遊び（1952年、 フランス）
- クィーン (2006年、英・フランス・イタリア)
- グース (1996年、米)
- クーデター (2015年、米)
- グーニーズ (1985年、米)
- 靴職人と魔法のミシン (2015年、米)
- グッド・ウィル・ハンティング/旅立ち（1997年、米）
- グッドナイト&グッドラック（2005年、米）
- グッド・バッド・ウィアード（2008年、 韓国）
- グッドモーニング, ベトナム（1987年、米）
- グッバイガール（1977年、米）
- グッバイ、レーニン!（2003年、 ドイツ）
- KUBO/クボ 二本の弦の秘密 (2016年、米)
- 暗い日曜日（1999年、 ドイツ・ ハンガリー）
- クラバート 闇の魔法学校（2008年、ドイツ）
- グラディエーター（2000年、米）
- グランド・イリュージョン (2013年、米・フランス)
  - グランド・イリュージョン 見破られたトリック (2016年、米)
- グランド・ブダペスト・ホテル (2014年、ドイツ・英)
- グラン・トリノ（2008年、米）
- クリーチャー（1985年、米）
- グリフィン家のウエディングノート (2013年、米)
- クリーン（2004年、 フランス）
- グリーン・カード（1990年、米）
- グリーン・ゾーン（2010年、米）
- グリーン・ホーネット（2011年、米）
- グリーンマイル（1999年、米）
- グリーン・ランタン（2011年、米）
- クリフハンガー（1993年、米）
- クリムゾン・タイド（1995年、米）
- クリムゾン・ピーク（2015年、米）
- クリムゾン・リバー（2000年、 フランス）
  - クリムゾン・リバー2 黙示録の天使たち（2004年、 フランス）
- グリンチ（2000年、米）
- クルーエル・インテンションズ（1999年、米）
- クレイジー・ハート（2009年、米）
- クレイマー、クレイマー（1979年、米）
- クレオパトラ（1963年、米）
- グレース・オブ・モナコ 公妃の切り札 (2014年、フランス・米・ベルギー・イタリア)
- グレートウォール (2016年、中国・米)
- グレムリン（1984年、米）
  - グレムリン2 新・種・誕・生（1990年、米）
- 黒い蠍（1957年、米）
- 黒いジャガー（1971年、米）
- クローサー（2004年、米）
- クローバーフィールド/HAKAISHA（2008年、米）
  - 10 クローバーフィールド・レーン（2016年、米）
  - クローバーフィールド・パラドックス（2018年、米）
- グローリー/明日への行進 (2014年、米)
- クロコダイル・ダンディー（1986年、 オーストラリア）
  - クロコダイル・ダンディー2（1988年、 オーストラリア）
  - クロコダイル・ダンディー in L.A.（2001年、 オーストラリア）
- クロスロード（1986年、米）
- クロッシング（2008年、 韓国）
- クロッシング（2009年、 アメリカ合衆国）
- クンドゥン（1997年、米）
- ゲーム（1997年、米）
- 激突!（1971年、米）
- ゲッタウェイ（1972年、米）
- ゲット スマート（2008年、米）
- ゲットバック (2012年、米)
- ケレル（1982年、 西ドイツ）
- 幻影師アイゼンハイム(2006年、米)
- ケンタッキー・フライド・ムービー（1977年、米）
- 恋するベーカリー（2009年、米）
- 恋する惑星（1994年、 香港）
- 恋と愛の測り方 (2011年、米・フランス)
- 恋とニュースのつくり方（2010年、米）
- 恋におちたシェイクスピア（1998年、米）
- 恋の手ほどき（1958年、米）
- 恋のロンドン狂騒曲（2010年、米・西）
- 恋は邪魔者 (2003年、米)
- 恋はデジャブ（1993年、米）
- 恋人たちのパレード (2011年、米)
- 荒野の決闘（1946年、米）
- 荒野のストレンジャー（1972年、米）
- 荒野の用心棒（1964年、 イタリア）
- 声をかくす人 (2010年、米)
- ゴースト・エージェント/R.I.P.D. (2013年、米)
- ゴースト&ダークネス (1996年、米)
- ゴースト・オブ・ガールフレンズ・パスト（2009年、米）
- ゴースト/ニューヨークの幻（1990年、米）
- ゴーストバスターズシリーズ
  - ゴーストバスターズ（1984年、米）
  - ゴーストバスターズ2（1989年、米）
  - ゴーストバスターズ （2016年、米）
  - ゴーストバスターズ/アフターライフ （2021年、米）
  - ゴーストバスターズ/フローズン・サマー （2024年、米）
- ゴーストライター (2010年、フランス・ドイツ・英)
- ゴーストライダー（2007年、米）
  - ゴーストライダー: スピリット・オブ・ヴェンジェンス（2012年、米）
- ゴーストワールド（2001年、米）
- コードネーム U.N.C.L.E. (2015年、英・米)
- ゴー・ファースト 潜入捜査官（2008年、 フランス）
- コーリャ 愛のプラハ（1996年、 チェコ）
- GOAL! (2005年、英・米)
- コールド・フィーバー（1995年、 アイスランド）
- コールド マウンテン（2003年、米）
- 皇帝ペンギン（2005年、 フランス）
- 告発（1995年、米）
- 告発の行方（1988年、米）
- 國民の創生（1919年、米）
- ココ・アヴァン・シャネル（2009年、フランス）
- ココ・シャネル（2008年、米・ フランス・ イタリア）
- 心の旅 (1991年、米)
- ゴジラ
  - GODZILLA（1998年、米）
  - GODZILLA ゴジラ (2014年、米)
    - ゴジラ キング・オブ・モンスターズ (2019年、米)
    - ゴジラvsコング (2021年、米)
    - ゴジラxコング 新たなる帝国 (2024年、米)
- ゴスフォード・パーク（2001年、米）
- 五線譜のラブレター（2004年、米・英）
- ゴッドファーザー
  - ゴッドファーザー（1972年、米）
  - ゴッドファーザー PART II（1974年、米）
  - ゴッドファーザー PART III（1990年、米）
- コッホ先生と僕らの革命 (2011年、ドイツ)
- ことの終わり（1999年、英・米）
- コナン・ザ・グレートシリーズ
  - コナン・ザ・グレート（1982年、米）
  - キング・オブ・デストロイヤー/コナンPART2（1984年、米）
- コネクテッド（2008年、 香港・ 中国）
- 今宵、フィッツジェラルド劇場で（2006年、米）
- コララインとボタンの魔女 (2009年、米)
- 殺しのテクニック（1966年、 イタリア・ フランス）
- コンゴ（1995年、米）
- コンスタンティン（2005年、米）
- コンタクト（1997年、米）
- コントロール（2007年、英・米・ オーストラリア・ 日本）
- コンボイ（1978年、米）

### さ行
- search/サーチ(2018年、米)
- サーフズ・アップ (2007年、米)
- 最強のふたり (2011年、フランス)
- サイコ（1960年、米）
  - サイコ4（1990年、米）
  - サイコ（1998年、米）
- 最高の恋人（1993年、米）
- 最高の人生の見つけ方（2007年、米）
- 最後の初恋（2008年、米）
- 最後の誘惑（1988年、米）
- 最終絶叫計画（2000年、米）
  - 最'新'絶叫計画（2001年、米）
  - 最'狂'絶叫計画（2003年、米）
  - 最終絶叫計画4（2006年、米）
- サイモン・バーチ (1998年、米)
- サイン（2002年、米）
- ザ・インタープリター (2005年、米)
- ザ・ウォーカー（2010年、米）
- サウスパーク 無修正映画版 (1999年、米)
- サウスポー (2015年、米・中国)
- サウンド・オブ・サンダー (2005年、米・ドイツ)
- サウンド・オブ・ミュージック（1965年、米）
- ザ・エージェント (1996年、米)
- ザ・エッグ 〜ロマノフの秘宝を狙え〜（2009年、米）
- サクリファイス（1986年、 スウェーデン・ フランス）
- THE GREY 凍える太陽 (2012年、米)
- ザ・ゲスト (2014年、米)
- ザ・コア (2003年、米)
- ザ・シューター/極大射程 (2007年、米)
- ザ・シンプソンズ MOVIE（2007年、米）
- ザ・スピリット（2009年、米）
- ザ・センチネル/陰謀の星条旗（2006年、米）
- ザ・タウン（2010年、米）
- サタデー・ナイト・フィーバー（1977年、米）
- 殺人サイボーグ リタリエーター（1987年、米）
- 殺人犯（2009年、 香港）
- サテリコン（1970年、 イタリア）
- ザスーラ（2005年、米）
- サバイバー (2015年、米・英)
- サバイバル・オブ・ザ・デッド（2009年、米）
- 砂漠でサーモン・フィッシング (2011年、英)
- サハラ 死の砂漠を脱出せよ (2005年、米)
- サハラに舞う羽根 (2002年、米・英)
- ザ・ハリケーン (1999年、米)
- サブウェイ・パニック（1974年、米）
- ザ・フライ（1958年、1986年、米）
- ザ・フラッシュ (2023年、米)
- ザ・ブリザード (2016年、米)
- ザ・プレイヤー（1992年、米）
- ザ・ヘラクレス (2014年、米)
- ザ・ホード -死霊の大群-（2010年、 フランス）
- ザ・ホスト (2013年、米)
- さよなら、さよならハリウッド（2002年、米）
- サヨナラの代わりに (2014年、米)
- サラの鍵 (2010年、フランス)
- ザ・リング（2002年、米）
  - ザ・リング2（2005年、米）
  - ザ・リング/リバース（2017年、米）
- サロゲート（2009年、米）
- 猿の惑星シリーズ
  - 猿の惑星（1968年、米）
  - 続・猿の惑星（1970年、米）
  - 新・猿の惑星（1971年、米）
  - 猿の惑星・征服（1972年、米）
  - 最後の猿の惑星（1973年、米）
  - PLANET OF THE APES/猿の惑星（2001年、米）
  - 猿の惑星: 創世記（2011年、米）
  - 猿の惑星: 新世紀（2014年、米）
  - 猿の惑星: 聖戦記（2017年、米）
  - 猿の惑星/キングダム（2024年、米）
- ザ・ロック（1996年、米）
- ザ・ロード（2009年、米）
- サンクスギビング（2023年、米）
- サンクタム (2011年、オーストラリア・米)
- サンシャイン・クリーニング（2009年、米）
- サンシャイン 2057 (2007年、英)
- 三銃士/王妃の首飾りとダ・ヴィンチの飛行船 (2011年、米・英・フランス・ドイツ)
- サンダーバード（2004年、米）
- サンダーバード 劇場版（1966年、英）
- G.I.ジョー（2009年、米）
  - G.I.ジョー バック2リベンジ (2013年、米)
  - G.I.ジョー:漆黒のスネークアイズ (2021年、米)
- 幸せになるための27のドレス (2008年、米)
- 幸せの1ページ (2008年、米)
- しあわせの隠れ場所（2009年、米）
- 幸せの教室 (2011年、米)
- 幸せのちから (2006年、米)
- 幸せの始まりは（2010年、米）
- 幸せのポートレート（2005年、米）
- 幸せのレシピ (2007年、米)
- 幸せはシャンソニア劇場から（2008年、フランス・ドイツ・チェコ）
- しあわせはどこにある (2014年、英・ドイツ・カナダ・南アフリカ共和国)
- 幸せへのキセキ (2011年、米)
- しあわせへのまわり道 (2014年、米)
- ジーサンズ はじめての強盗 (2017年、米)
- J・エドガー (2011年、米)
- ジェイン・オースティン 秘められた恋（2007年、英）
- ジェーン・エア (2011年、英・米)
- ジェニファーズ・ボディ（2009年、米）
- シェフ! 〜三ツ星レストランの舞台裏へようこそ〜 (2012年、フランス)
- シェーン（1953年、米）
- ジェーン (2016年、米)
- ジェリーフィッシュ (2007年、イスラエル)
- シェルター（2010年、米）
- シェルブールの雨傘（1964年、 フランス・ 西ドイツ）
- ジオストーム (2017年、米)
- ジキル博士とハイド氏（1932年、米）
- シークレット・アイズ (2015年、米)
- 死刑執行人もまた死す（1943年、米）
- 死刑台のエレベーター（1957年、 フランス）
- 地獄の黙示録（1969年、米）
- 地獄の変異（2005年、米・ドイツ）
- ジゴロ・イン・ニューヨーク（2013年、米）
- シザーハンズ（1990年、米）
- 史上最大の作戦（1962年、米）
- 私生活のない女（1984年、 フランス）
- 十戒（1956年、米）
- シックス・センス（1999年、米）
- 6デイズ/7ナイツ (1998年、米)
- シッコ（2007年、米）
- シティーハンター（1993年、米・ 香港）
- シド・アンド・ナンシー（1986年、英）
- シービスケット（2003年、米）
- シベールの日曜日（1962年、 フランス）
- 縞模様のパジャマの少年 (2008年、米・英)
- シャーク・テイル (2004年、米)
- ジャージー・ボーイズ (2014年、米)
- シャーロック・ホームズ（2009年、米）
  - シャーロック・ホームズ シャドウ ゲーム（2011年、米）
- シャーロック・ホームズの冒険（1970年、米）
- シャーロット・グレイ（2001年、英・オーストラリア）
- シャーロットのおくりもの（2006年、米）
- シャイニング（1980年、英・米）
  - ドクター・スリープ（2019年、米）
- ジャガーノート（1974年、米）
- シャザム!（2019年、米）
  - シャザム!〜神々の怒り〜（2023年、米）
- ジャズ・シンガー（1927年、米）
  - ジャズ・シンガー（1980年、米）
- ジャッキー/ファーストレディ 最後の使命 (2016年、米・チリ)
- ジャック (1996年、米)
- ジャックと天空の巨人 (2013年、米)
- ジャッジ 裁かれる判事 (2014年、米)
- シャッター アイランド（2010年、米）
- シャドウハンター (2014年、米・カナダ・ドイツ)
- シャネル&ストラヴィンスキー（2009年、 フランス）
- Shall We Dance?（2004年、米）
- ジャングル・ブック (2016年、米)
- 上海ルージュ（1995年、 中国・ フランス）
- ジャンヌ・ダルク（1999年、 フランス・米）
- ジャンパー（2008年、米）
- 終戦のエンペラー (2012年、米)
- 十二人の怒れる男（1957年、米）
- 17歳の肖像（2009年、英）
- シュガー・ラッシュ (2012年、米)
  - シュガー・ラッシュ:オンライン (2018年、米)
- 守護神 (2006年、米)
- JUNO/ジュノ (2007年、米・カナダ)
- ジュピター (2015年、米・英・オーストラリア)
- ジュマンジ（1995年、米）
  - ジュマンジ/ウェルカム・トゥ・ジャングル（2017年、米）
  - ジュマンジ/ネクスト・レベル（2019年、米）
- ジュラシック・パークシリーズ
  - ジュラシック・パーク（1993年、米）
  - ロスト・ワールド/ジュラシック・パーク（1997年、米）
  - ジュラシック・パークIII（2001年、米）
  - ジュラシック・ワールド（2015年、米）
  - ジュラシック・ワールド/炎の王国（2018年、米）
  - ジュラシック・ワールド/新たなる支配者（2022年、米）
- シュリ（1999年、 韓国）
- ジュリア（1977年、米）
- ジュリー&ジュリア（2009年、米）
- ジュリエットからの手紙（2010年、米）
- 蒸気船ウィリー（1928年、米）
- 情事（1960年、 イタリア）
- 少年マイロの火星冒険記3D (2011年、米)
- ショーシャンクの空に（1994年、米）
- ジョーズ（1975年、米）
  - ジョーズ2（1978年、米）
  - ジョーズ3（1983年、米）
  - ジョーズ'87 復讐篇（1987年、米）
- ショート・カッツ（1994年、米）
- 勝利への旅立ち（1986年、米）
- 上流社会（1956年、米）
- ジョナ・ヘックス（2010年、米）
- 処刑人 アナザーバレット（2002年、米）
- 処刑人（1999年、米）
  - 処刑人II（2009年、米）
- ジョニー・イングリッシュ（2003年、英）
- ジョニーは戦場へ行った（1971年、米）
- ジョン・カーター (2012年、米)
- 白雪姫と鏡の女王 (2012年、米)
- 死霊館 (2013年、米)
  - 死霊館 エンフィールド事件 (2016年、米)
  - 死霊館 悪魔のせいなら、無罪。 (2021年、米)
- 死霊館のシスター (2018年、米)
  - 死霊館のシスター 呪いの秘密 (2023年、米)
- 死霊高校 (2015年、米)
- シルク・ドゥ・ソレイユ3D 彼方からの物語 (2012年、米)
- シルバー・グローブ/銀の惑星（1987年、 ポーランド）
- 親愛なるきみへ (2010年、米)
- SING/シング (2016年、米)
- 真紅の女 (1953年、米)
- 真珠の耳飾りの少女（2003年、米）
- 人生狂騒曲（1983年、英）
- 人生の特等席 (2012年、米)
- 人生は、奇跡の詩（2005年、 イタリア）
- 人生はビギナーズ (2010年、米)
- 人生万歳!（2009年、米）
- シンデレラ (2015年、米)
- シンデレラ・ストーリー（2004年、米・カナダ）
- シンデレラ・リバティー/かぎりなき愛（1973年、米）
- シンドラーのリスト（1993年、米）
- 深夜の告白（1944年、米）
- シン・シティ（2005年、米）
  - シン・シティ 復讐の女神（2014年、米）
- シン・レッド・ライン（1998年、米）
- スイミング・プール（2003年、 フランス・英）
- スーサイド・スクワッド (2016年、米)
- ズートピア (2016年、米)
- スーパー!（2010年、米）
- SUPER 8/スーパーエイト（2011年、米）
- スーパーマン
  - スーパーマン（1978年、米）
  - スーパーマンII（1981年、米）
  - スーパーマンIII（1983年、米）
  - スーパーマンIV（1987年、米）
  - スーパーマン リターンズ（2006年、米）
  - マン・オブ・スティール（2011年、米）
- スカイキャプテン ワールド・オブ・トゥモロー (2004年、英・米)
- スクール・オブ・ロック（2003年、米）
- スクリームシリーズ
  - スクリーム（1996年、米）
  - スクリーム2（1997年、米）
  - スクリーム3（2000年）
  - スクリーム4: ネクスト・ジェネレーション（2011年、米）
  - スクリーム（2022年、米）
  - スクリーム6（2023年、米）
- スクワーム（1976年、米）
- スター・ウォーズ・シリーズ
  - スター・ウォーズ エピソード4/新たなる希望（1977年、米）
  - スター・ウォーズ エピソード5/帝国の逆襲（1980年、米）
  - スター・ウォーズ エピソード6/ジェダイの帰還（1983年、米）
  - スター・ウォーズ エピソード1/ファントム・メナス（1999年、米）
  - スター・ウォーズ エピソード2/クローンの攻撃（2002年、米）
  - スター・ウォーズ エピソード3/シスの復讐（2005年、米）
  - スター・ウォーズ/フォースの覚醒 (2015年、米)
  - スター・ウォーズ/最後のジェダイ (2017年、米)
  - スター・ウォーズ/スカイウォーカーの夜明け (2019年、米)
- スターゲイト（1994年、米）
- スター・ファイター（1984年、米）
- スターシップ・トゥルーパーズ（1997年、米）
  - スターシップ・トゥルーパーズ2（2003年、米）
  - スターシップ・トゥルーパーズ3（2008年、米）
- スターダスト (2007年、米・英)
- スタートレックシリーズ（1979年- 、米）
- スタンド・バイ・ミー（1986年、米）
- スチュアート・リトル（1999年、米）
  - スチュアート・リトル2（2002年、米）
- スティング（1973年、米）
- ステップフォードの妻たち（1975年、米）
- ステップフォード・ワイフ（2004年、米）
- ステルス（2005年、米）
- ストーカー（1979年、旧 ソビエト連邦）
- ストーカー（2002年、米）
- ストリート・オブ・ファイヤー（1984年、米）
- ストレイト・ストーリー（1999年、米）
- ストレンジャー・ザン・パラダイス（1984年、米・ 西ドイツ）
- スナイパー:（2009年、 香港）
- スナッチ（2000年、英）
- 砂のミラージュ（1972年、ペルー）
- スノーホワイト (2012年、米)
  - スノーホワイト/氷の王国 (2016年、米・英)
- スパイアニマル・Gフォース（2009年、米）
- スパイキッズ（2001年、米）
  - スパイキッズ2 失われた夢の島（2002年、米）
  - スパイキッズ3-D:ゲームオーバー（2003年、米）
  - スパイキッズ4D:ワールドタイム・ミッション（2011年、米）
  - スパイキッズ:アルマゲドン（2023年、米）
- スパイダーウィックの謎 (2008年、米)
- スパイダーマンシリーズ
- スパイダーマン  （2002年、米）
  - スパイダーマン2（2004年、米）
  - スパイダーマン3（2007年、米）
  - アメイジング・スパイダーマン（2012年、米）
  - アメイジング・スパイダーマン2 (2014年、米)
  - スパイダーマン:ホームカミング (2017年、米)
  - スパイダーマン:ファー・フロム・ホーム （2019、米）
  - スパイダーマン:ノー・ウェイ・ホーム  （2021、米）
- スパイ・レジェンド (2014年、米)
- スパニッシュ・アパートメント（2002年、 フランス・ スペイン）
- 素晴らしきかな、人生 (2016年、米)
- スピーシーズ 種の起源（1995年、米）
  - スピーシーズ2（1998年、米）
- スピード（1994年、米）
  - スピード2（1997年、米）
- スピード・レーサー（2008年、米・ドイツ・オーストラリア）
- スフィア（1998年、米）
- スプライス（2009年、 カナダ・ フランス）
- スペース・カウボーイ（2000年、米）
- すべて彼女のために（2008年、 フランス）
- スポットライト 世紀のスクープ(2015年、米)
- スマーフ (2011年、米)
  - スマーフ2 アイドル救出大作戦! (2013年、米)
  - スマーフ スマーフェットと秘密の大冒険 (2017年、米)
- スモールフット (2018年、米)
- スリー・キングス（1999年、米）
- スリーピー・ホロウ（1999年、米）
- 聖衣（1953年、米）
- 正義のゆくえ I.C.E.特別捜査官 (2009年、米)
- 世界一キライなあなたに (2016年、米・英)
- 世界最速のインディアン（2005年、 ニュージーランド・米）
- 世界中がアイ・ラヴ・ユー（1996年、米）
- 世界にひとつのプレイブック (2012年、米)
- セックス・アンド・ザ・シティ（2008年、米）
  - セックス・アンド・ザ・シティ2（2010年、米）
- セックスと嘘とビデオテープ（1989年、米）
- セッション (2014年、米)
- セブン（1995年、米）
- セブン・イヤーズ・イン・チベット（1997年、米）
- セブンティーン・アゲイン（2009年、米）
- セルラー（2004年、米）
- セレブリティ（1998年、米）
- ゼロ・グラビティ (2013年、米・英)
- 戦火の馬（2011年、米）
- 戦艦ポチョムキン（1925年、旧 ソビエト連邦）
- 戦場にかける橋（1957年、英）
- 戦場のピアニスト（2002年、 フランス・ ドイツ・ ポーランド・英）
- 戦場のメリークリスマス（1983年、 日本・英・ オーストラリア・ ニュージーランド）
- センター・オブ・ジ・アース（2008年、米）
  - センター・オブ・ジ・アース2 神秘の島 (2012年、米)
- セントアンナの奇跡（2008年、米）
- 戦慄!プルトニウム人間（1957年、米）
- ソウル・サーファー (2011年、米)
- そして、私たちは愛に帰る（2007年、 ドイツ トルコ イタリア）
- ソーシャル・ネットワーク（2010年、米）
- 卒業（1967年、米）
- ソドムの市（1975年、 イタリア）
- ソフィーの復讐（2009年、 中国・ 韓国）
- ソフィー・マルソーの愛人日記（1991年、 フランス）
- ソフィー・マルソーの過去から来た女（2006年、 フランス）
- ソフィー・マルソーの三銃士（1994年、 フランス）
- ソフィー・マルソーの愛人（2003年、 フランス）
- 宇宙へ。（2009年、英）
- ソラリス（2002年、米）
- ソルジャー (1998年、米)
- ソルト（2010年、米）
- それでも夜は明ける (2013年、米・英)
- ソング・オブ・ザ・シー 海のうた (2014年、アイルランド・ルクセンブルク・ベルギー・フランス・デンマーク)
- そんな彼なら捨てちゃえば?（2009年、米）
- ゾンビ（1978年、米）
- ゾンビ特急地獄行き（1972年、米）
- ゾンビランド（2009年、米）
  - ゾンビランド:ダブルタップ（2019年、米）

### た行
- ダーク・ウォーター（2005年、米）
- ダークシティ（1998年、米）
- ダーク・シャドウ (2012年、米)
- ターザン (1999年、米)
- ターザン:REBORN (2016年、米)
- ダージリン急行 (2007年、米)
- ダーティハリーシリーズ
  - ダーティハリー (1971年、米)
  - ダーティハリー2 (1973年、米)
  - ダーティハリー3 (1976年、米)
  - ダーティハリー4 (1983年、米)
  - ダーティハリー5 (1988年、米)
- ターミナル (2004年、米)
- ターミネーターシリーズ
  - ターミネーター（1984年、米）
  - ターミネーター2（1991年、米）
  - ターミネーター3（2003年、米）
  - ターミネーター4（2009年、米）
  - ターミネーター:新起動/ジェニシス（2015年、米）
  - ターミネーター:ニュー・フェイト（2019年、米）
- ダーリング（1965年、英）
- ダイアナ (2013年、英)
- 第9地区（2009年、米・南アフリカ・ ニュージーランド）
- 第三の男（1949年、英）
- 大脱出 (2013年、米)
  - 大脱出2 (2018年、米・中)
  - 大脱出3 (2019年、米)
- 大脱走（1963年、米）
- タイタニック（1997年、米）
- タイタンの戦い（1981年、米）
- タイタンの戦い（2010年、米）
  - タイタンの逆襲 (2012年、米・英)
- 大統領の執事の涙 (2013年、米)
- ダイナソー (2000年、米)
- 第七の封印（1956年、 スウェーデン）
- ダイバージェント (2014年、米)
  - ダイバージェントNEO (2015年、米)
- ダイ・ハードシリーズ
  - ダイ・ハード（1987年、米）
  - ダイ・ハード2（1990年、米）
  - ダイ・ハード3（1995年、米）
  - ダイ・ハード4.0（2007年、米）
  - ダイ・ハード/ラスト・デイ (2013年、米・ハンガリー)
- タイピスト! (2012年、フランス)
- TIME/タイム（2011年、米）
- タイムマシン（2002年、米）
- タイム・マシン 80万年後の世界へ（1960年、米）
- タイムライン(2003年、米)
- ダイヤルMを廻せ!（1954年、米）
- 太陽がいっぱい（1960年、 フランス・ イタリア）
- ダ・ヴィンチ・コード（2006年、米）
  - 天使と悪魔 (2009年、米)
  - インフェルノ (2016年、米)
- ダウト あるカトリック学校で (2008年、米)
- ダウン・バイ・ロー（1986年、米・ 西ドイツ）
- タキシード} (2002年、米)
- タクシードライバー（1974年、米）
- 打撃王（1942年、米）
- タッカー（1988年、米）
- ダック・シーズン（2004年、 メキシコ）
- 堕天使のパスポート（2002年、英）
- 旅するジーンズと16歳の夏（2005年、米）
- 旅するジーンズと19歳の旅立ち（2008年、米）
- ダブル・ジョパディー (1999年、米・カナダ)
- ダブル・ミッション（2010年、米）
- 食べて、祈って、恋をして (2010年、米)
- タリーと私の秘密の時間 (2018年、米)
- ダリル（1985年、米）
- だれもがクジラを愛してる。 (2012年、米)
- ダレン・シャン (2009年、米)
- タワーリング・インフェルノ（1974年、米）
- ダンケルク (2017年、英・米・フランス・オランダ)
- ダンサー・イン・ザ・ダーク（2000年、 デンマーク）
- ダンジョン&ドラゴン} (2000年、米)
  - ダンジョン&ドラゴン2 (2005年、米)
  - ダンジョン&ドラゴン3 太陽の騎士団と暗黒の書 (2012年、英)
- ダンシング・ヒーロー（1992年、 オーストラリア）
- ダンス・ウィズ・ウルブズ（1990年、米）
- タンタンの冒険/ユニコーン号の秘密 (2011年、米・ベルギー)
- 探偵物語 (1951年、米)
- ダンテズ・ピーク（1997年、米）
- 小さな命が呼ぶとき(2010年、米)
- 小さな恋のメロディ（1971年、英）
- チェーン・リアクション (1996年、米)
- チェンジング・レーン (2004年、米)
- チート（1915年、米）
- 地球で最後のふたり（2003年、 タイ、 日本、他）
- 地球の静止する日（1951年、米）
- 地獄に堕ちた勇者ども（1969年、 イタリア・ 西ドイツ・ スイス）
- 父、帰る（2003年、ロシア）
- 父の祈りを（1993年、 アイルランド・英）
- 地底王国（1976年、米）
- 地底探検（1959年、米）
- チャッピー} (2015年、米)
- チャーリー・ウィルソンズ・ウォー (2007年、米)
- チャーリーズ・エンジェル（2000年、米）
  - チャーリーズ・エンジェル フルスロットル（2003年、米）
  - チャーリーズ・エンジェル（2019年、米）
- チャーリーとチョコレート工場（2005年、米）
- 蝶の舌（1999年、 スペイン）
- 散り行く花（1919年、米）
- 沈黙（1963年、 スウェーデン）
- 追想 (1956年、米)
- ツイスター（1996年、米）
- ツイン・ピークス ローラ・パーマー最期の7日間（1992年、米）
- ツォツィ（2005年、英・ 南アフリカ共和国）
- つぐない(2007年、英)
- 月に囚われた男（2009年、英）
- 月夜の恋占い（2000年、 フランス）
- 冷たい雨に撃て、約束の銃弾を（2009年、 香港）
- ディア・ハンター（1979年、米）
- デイ・アフター・トゥモロー（2004年、米）
- THX-1138（1971年、米）
- デイジー（2006年、 韓国）
- ディスタービア} (2007年、米)
- Disney's クリスマス・キャロル (2009年、米)
- ディセンバー・ボーイズ(2007年、米)
- ティファニーで朝食を（1962年、米）
- ディファイアンス(2008年、米)
- ディープ・インパクト（1998年、米）
- ディープエンド・オブ・オーシャン(1999年、米)
- ディープ・ブルー(1999年、米)
- ティム・バートンのコープスブライド （2005年、米）
- ティモシーの小さな奇跡 (2012年、米)
- デイライト (1996年、米)
- ティンカー・ベル (2008年、米)
  - ティンカー・ベルと月の石 (2009年、米)
- 手紙は憶えている (2015年、カナダ・ドイツ)
- デサント・オ・ザンファー 地獄に堕ちて（1986年、 フランス）
- テシス 次に私が殺される（1996年、 スペイン）
- デジャヴ(2006年、米)
- 手錠のまゝの脱獄 (1958年、米)
- 鉄道員（1956年、 イタリア）
- TEKKEN -鉄拳-（2009年、米）
- デッドマン・ウォーキング（1995年、米）
- テヘラン（1981年、 フランス・旧 ソビエト連邦）
- デュー・デート 〜出産まであと5日!史上最悪のアメリカ横断〜（2010年、米）
- デュプリシティ 〜スパイは、スパイに嘘をつく〜（2009年、米）
- テラビシアにかける橋(2007年、米・ニュージーランド)
- デリカテッセン（1991年、 フランス）
- テルマ&ルイーズ（1991年、米）
- 田園交響楽（1946年、 フランス）
- 天国からの奇跡 (2016年、米)
- 天使にラブ・ソングを…（1992年、米）
  - 天使にラブ・ソングを2（1993年、米）
- 天使の涙（1995年、 香港）
- デンジャラス・ビューティー（2000年、米）
  - デンジャラス・ビューティー2（2005年、米）
- 天井桟敷の人々（1945年、 フランス）
- ドアーズ（1991年、米）
- トイ・ストーリー（1995年、米）
  - トイ・ストーリー2（1999年、米）
  - トイ・ストーリー3（2010年、米）
  - トイ・ストーリー4（2019年、米）
- トゥー・ウィークス・ノーティス(2002年、米)
- 逃走車 (2013年、米・南アフリカ共和国)
- 塔の上のラプンツェル (2010年、米)
- トゥームレイダー (2001年、米・英・ドイツ・日本)
  - トゥームレイダー2 (2003年、米・英・ドイツ・日本)
  - トゥームレイダー ファースト・ミッション (2018年、米)
- トゥモローランド (2015年、米)
- トゥルーマン・ショー (1998年、米)
- トゥルーライズ（1994年、米）
- トゥルー・ロマンス（1993年、米）
- 遠い空の向こうに（1999年、米）
- トータル・フィアーズ（2002年、米）
- トータル・リコール（1990年、米）
  - トータル・リコール (2012年、米・カナダ)
- ドーベルマン（1997年、 フランス）
- ドーン・オブ・ザ・デッド（2004年、米）
- ドクター・ストレンジ (2016年、米)
  - ドクター・ストレンジ/マルチバース・オブ・マッドネス (2022年、米)
- ドクター・ドリトル
  - ドクター・ドリトル（1998年、米）
  - ドクター・ドリトル2（2001年、米）
  - ドクター・ドリトル（2020年、米）
- Dr.パルナサスの鏡（2010年、英・ カナダ）
- 時計じかけのオレンジ（1971年、英）
- ドッグヴィル（2003年、 デンマーク）
- トップガン（1986年、米）
  - トップガン マーヴェリック（2022年、米）
- 扉をたたく人 (2008年、米)
- ドミノ（2005年、米）
- ドラキュラZERO (2014年、米・英・日本)
- ドラゴンハート (1996年、米・英・スロバキア)
- トラ・トラ・トラ!（1970年、 日本・米）
- トラフィック（2000年、米）
- とらわれて夏 (2013年、米)
- ドランクモンキー 酔拳（1978年、 香港？）
- トランスフォーマー（2007年、米）
  - トランスフォーマー/リベンジ (2009年、米)
  - トランスフォーマー/ダークサイド・ムーン (2011年、米)
  - トランスフォーマー/ロストエイジ (2014年、米・中国)
  - トランスフォーマー/最後の騎士王 (2017年、米)
  - トランスフォーマー/ビースト覚醒 (2023年、米)
- トランスフォーマー ザ・ムービー（1986年、米、 日本）
- トランスポーターシリーズ
  - トランスポーター（2002年、 フランス・米）
  - トランスポーター2（2005年、 フランス・米）
  - トランスポーター3 アンリミテッド（2008年、 フランス・米）
  - トランスポーター イグニション（2015年、 フランス・中）
- トランセンデンス (2014年、米)
- トランボ ハリウッドに最も嫌われた男 (2015年、米)
- 鳥（1963年、米）
- ドリーム (2016年、米)
- ドリームガールズ(2006年、米)
- ドリームプラン(2021年、米)
- トリスタンとイゾルデ (2006年、米)
- トリプルX(2002年、米)
  - トリプルX ネクスト・レベル(2005年、米)
  - トリプルX:再起動(2017年、米)
- トレイン・ミッション (2018年、米・英・フランス)
- トレヴィの泉で二度目の恋を (2014年、米)
- トレマーズ（1989年、米）
  - トレマーズ2（1996年、米）
  - トレマーズ3（2001年、米）
  - トレマーズ4（2004年、米）
- トロイ（2004年、米）
- トロン (1982年、米)
  - トロン: レガシー (2010年、米)
- 永遠に美しく…（1992年、米）
- トワイライトシリーズ
  - トワイライト〜初恋〜 (2008年、米)
  - ニュームーン/トワイライト・サーガ (2009年、米)
  - エクリプス/トワイライト・サーガ (2010年、米)
  - トワイライト・サーガ/ブレイキング・ドーン Part1 (2011年、米)
  - トワイライト・サーガ/ブレイキング・ドーン Part2 (2012年、米)
- トンマッコルへようこそ（2005年、 韓国）

### な行
- ナイト&デイ (2010年、米)
- ナイト・オブ・ザ・スカイ (2005年、フランス)
- ナイト・オブ・ザ・リビングデッド（1968年、米）
- ナイト ミュージアム (2006年、米)
  - ナイト ミュージアム2 (2009年、米)
  - ナイト ミュージアム/エジプト王の秘密 (2014年、米)
- ナイトメアー・ビフォア・クリスマス（1993年、米）
- NINE（2009年、米）
- 長ぐつをはいたネコ (2011年、米)
- ナショナル・トレジャー (2004年、米)
  - ナショナル・トレジャー リンカーン暗殺者の日記 (2007年、米)
- 7つの贈り物 (2008年、米)
- 名もなきアフリカの地で（2001年、 ドイツ）
- ナニー・マクフィーの魔法のステッキ (2005年、英・米・フランス)
- ナルニア国物語シリーズ
  - ナルニア国物語/第1章:ライオンと魔女（2005年、米）
  - ナルニア国物語/第2章:カスピアン王子のつのぶえ（2008年、米）
  - ナルニア国物語/第3章:アスラン王と魔法の島 (2010年、米・英)
- 南京1937（1995年、 香港・ 中国）
- 二十四時間の情事（1959年、 フランス・ 日本）
- ニード・フォー・スピード (映画) (2014年、米)
- ニューイヤーズ・イブ (2011年、米)
- ニューオーリンズ・トライアル（2003年、米）
- ニュー・シネマ・パラダイス（1989年、 イタリア・ フランス）
- ニューヨーク、アイラブユー（2009年、 フランス・米）
- ニューヨーク・ニューヨーク（1977年、米）
- ニューヨークの恋人 (2001年、米)
- ニューヨーク 冬物語 (2014年、米)
- ニンジャ・アサシン（2009年、米）
- NEXT -ネクスト-(2007年、米)
- ネバーエンディング・ストーリーシリーズ
  - ネバーエンディング・ストーリー（1984年、 西ドイツ・英）
  - ネバーエンディング・ストーリー 第2章（1990年、米・ 西ドイツ）
  - ネバーエンディング・ストーリー3（1994年、米・ ドイツ）
- ネバーランド (2004年、米・英)
- ネメシス/S.T.X（2002年、米）
- ノア 約束の舟 (2014年、米)
- 野いちご（1957年、 スウェーデン）
- ノウイング（2009年、米）
- ノートルダムの鐘 (1996年、米)
- ノスタルジア（1983年、旧 ソビエト連邦・ イタリア）
- ノッティングヒルの恋人(1999年、英・米)

### は行
- パーシー・ジャクソンとオリンポスの神々（2010年、米）
  - パーシー・ジャクソンとオリンポスの神々/魔の海（2013年、米）
- バーダー・マインホフ 理想の果てに（2008年、 ドイツ）
- バーティカル・リミット（2000年、米）
- ハート・オブ・ウーマン（2000年、米）
- ハート・ロッカー（2008年、米）
- バートン・フィンク（1991年、米）
- バーニング・オーシャン (2016年、米)
- バーバラと心の巨人(2018年、米・英・中国・ベルギー)
- ハービー/機械じかけのキューピッド（2005年、米）
- パーフェクト ストーム（2000年、米・ ドイツ）
- パーフェクト・ストレンジャー（2007年、米）
- パール・ハーバー（2001年、米）
- バーレスク（2010年、米）
- バイオハザードシリーズ
  - バイオハザード（2002年、米・ ドイツ・英）
  - バイオハザードII アポカリプス（2004年、米）
  - バイオハザードIII（2007年、米）
  - バイオハザードIV アフターライフ（2010年、米）
  - バイオハザードV リトリビューション（2012年、米）
  - バイオハザード: ザ・ファイナル（2016年、米）
  - バイオハザード: ウェルカム・トゥ・ラクーンシティ（2021年、米）
- バイオレント・ナイト（2022年、米）
- ハイジ（2005年、英）
- ハイスクールミュージカル（2006年、米）
- 背徳の仮面 (映画)（1990年、英）
- ハイネケン誘拐の代償 (2015年、ベルギー・英・オランダ)
- パイレーツ・オブ・カリビアンシリーズ
  - パイレーツ・オブ・カリビアン/呪われた海賊たち（2003年、米）
  - パイレーツ・オブ・カリビアン/デッドマンズ・チェスト（2006年、米）
  - パイレーツ・オブ・カリビアン/ワールド・エンド（2007年、米）
  - パイレーツ・オブ・カリビアン/生命の泉（2011年、米）
  - パイレーツ・オブ・カリビアン/最後の海賊 (2017年、米)
- パイレーツ・ムービー（1982年、 オーストラリア）
- ハウリング（1981年、米）
- バウンド（1996年、米）
- 博士の異常な愛情、又は私は如何にして心配するのを止めて水爆を愛するようになったか（1964年、米・英）
- 白鯨（1956年、米）
- 白鯨との闘い (2015年、米)
- バグズ・ライフ（1998年、米）
- ハクソー・リッジ (2016年、米)
- バグダッド・カフェ（1987年、 西ドイツ・米）
- パシフィック・リム（2013年、米）
  - パシフィック・リム: アップライジング（2018年、米）
- 橋の上の娘（1996年、仏）
- ハスラー（1961年、米）
  - ハスラー2（1986年、米）
- バタフライ・エフェクト（2004年、米）
- HACHI 約束の犬（2009年、米）
- バック・トゥ・ザ・フューチャーシリーズ
  - バック・トゥ・ザ・フューチャー（1985年、米）
  - バック・トゥ・ザ・フューチャー PART2（1989年、米）
  - バック・トゥ・ザ・フューチャー PART3（1990年、米）
- バックドラフト（1991年、米）
- バック・ビート（1994年、英）
- パッセンジャーズ（2008年、米）
- パッション（2004年、米）
- パッセンジャー (2016年、米)
- バッド・エデュケーション（2004年、 スペイン）
- バッドサンタ（2003年、米）
- バッド・テイスト（1987年、米）
- バットマンシリーズ
  - バットマン（1989年、米）
  - バットマン・リターンズ（1992年、米）
  - バットマン・フォーエヴァー（1995年、米）
  - バットマン&ロビン Mr.フリーズの逆襲（1997年、米）
  - バットマン ビギンズ（2005年、米）
  - ダークナイト（2008年、米）
  - ダークナイト ライジング（2012年、米）
  - バットマン vs スーパーマン ジャスティスの誕生 (2016年、米)
- バッド・ルーテナント（2009年、米）
- パットン大戦車軍団（1970年、米）
- ハッピー フィート（2006年、米）
  - ハッピー フィート2 踊るペンギンレスキュー隊（2011年、米・オーストラリア）
- パディントン (2014年、英・フランス)
  - パディントン2 (2017年、英・フランス)
- ハドソン川の奇跡 (2016年、米)
- ハドソン・ホーク（1991年、米）
- 波止場（1954年、米）
- パトリオット（2000年、米）
- パトリオット・デイ (2016年、米)
- バトルシップ（2012年、米）
- バトルランナー（1987年、米）
- 花嫁の父（1950年、米）
- パニック・ルーム（2002年、米）
- バニラ・スカイ（2001年、米）
- パパが遺した物語 (2015年、米・イタリア)
- パフューム ある人殺しの物語（2006年、 ドイツ・ フランス・ スペイン）
- バベットの晩餐会（1987年、 デンマーク）
- バベル（2006年、米）
- ハムナプトラシリーズ
  - ハムナプトラ/失われた砂漠の都（1999年、米）
  - ハムナプトラ2/黄金のピラミッド（2001年、米）
  - ハムナプトラ3 呪われた皇帝の秘宝（2008年、米）
- パラダイス・ナウ（2005年、 フランス・ ドイツ・ オランダ・ パレスチナ）
- 薔薇の名前（1986年、米）
- パラノーマル・アクティビティシリーズ
  - パラノーマル・アクティビティ（2007年、米）
  - パラノーマル・アクティビティ2（2010年、米）
  - パラノーマル・アクティビティ3（2011年、米）
  - パラノーマル・アクティビティ4（2012年、米）
  - パラノーマル・アクティビティ/呪いの印（2014年、米）
  - パラノーマル・アクティビティ5（2015年、米）
- パラノーマン ブライス・ホローの謎（2012年、米）
- ハリケーンアワー (2013年、米)
- パリ、テキサス（1984年、 西ドイツ・ フランス）
- パリ20区、僕たちのクラス（2008年、 フランス）
- 巴里のアメリカ人（1951年、米）
- 巴里の女性（1923年、米）
- ハリー・ポッターシリーズ
  - ハリー・ポッターと賢者の石（2001年、米）
  - ハリー・ポッターと秘密の部屋（2002年、米）
  - ハリー・ポッターとアズカバンの囚人（2004年、米）
  - ハリー・ポッターと炎のゴブレット（2005年、米）
  - ハリー・ポッターと不死鳥の騎士団（2007年、米）
  - ハリー・ポッターと謎のプリンス（2008年、米）
  - ハリー・ポッターと死の秘宝 PART1（2010年、米）
  - ハリー・ポッターと死の秘宝 PART2（2011年、米）
- バリー・リンドン（1975年、米）
- パリより愛をこめて（2010年、 フランス）
- バレンタインデー（2010年、米）
- バルカン超特急（1938年、英）
- ハルク（2003年、米）
- パルプ・フィクション（1994年、米）
- ハロウィンシリーズ
  - ハロウィン（1978年、米）
  - ハロウィンII（1981年、米）
  - ハロウィンIII（1982年、米）
  - ハロウィン4 ブギーマン復活（1988年、米）
  - ハロウィン5 ブギーマン逆襲（1989年、米）
  - ハロウィン6 最後の戦い（1995年、米）
  - ハロウィンH20（1998年、米）
  - ハロウィン レザレクション（2002年、米）
  - ハロウィン（2007年、米）
  - ハロウィンII（2009年、米）
  - ハロウィン（2018年、米）
  - ハロウィン KILLS（2021年、米）
  - ハロウィン THE END（2022年、米）
- バロン（1989年、英）
- パワーレンジャー
  - パワーレンジャー・映画版（1995年、米・ 日本）
  - パワーレンジャー・ターボ・映画版・誕生!ターボパワー（1997年、米・ 日本）
  - パワーレンジャー (2017年、米)
- ハンガー・ゲーム（2012年、米）
  - ハンガー・ゲーム2（2013年、米）
  - ハンガー・ゲーム FINAL: レジスタンス (2014年、米)
  - ハンガー・ゲーム FINAL: レボリューション (2014年、米)
  - ハンガー・ゲーム0 (2023年、米)
- ハンコック（2008年、米）
- パンズ・ラビリンス（2006年、 メキシコ・ スペイン・米）
- ハンテッド（1995年、米）
- ハンテッド（2003年、米）
- バンデットQ（1981年、英）
- バンテージ・ポイント（2008年、米）
- ハンナ（2011年、米・英・ドイツ）
- ハンナとその姉妹 (1986年、米)
- ハンナ・モンタナ/ザ・ムービー（2009年、米）
- ハンニバル（1999年、米）
  - ハンニバル・ライジング（2007年、米）
- PAN 〜ネバーランド、夢のはじまり〜 (2015年、米・英・オーストラリア)
- ヒア アフター（2010年、米）
- ピアニストを撃て（1960年、 フランス）
- ピアノ・レッスン（1993年、 オーストラリア）
- P.S.アイラヴユー（2007年、米）
- BFG: ビッグ・フレンドリー・ジャイアント (2016年、米)
- ビーストリー（2011年、米）
- ピースメーカー（1997年、米）
- ピーター・パン（2003年、米・オーストラリア・英）
- ビートルジュース（1988年、米）
- ビートルズがやって来るヤァ!ヤァ!ヤァ!（1964年、英）
- ビー・ムービー（2007年、米）
- HERO（2002年、 香港・ 中国）
- 日蔭のふたり（1996年、英）
- 東への道（1920年、米）
- 東ベルリンから来た女（2012年、ドイツ）
- 光の六つのしるし（2007年、米）
- 光をくれた人 (2016年、米・オーストラリア・ニュージーランド)
- 引き裂かれたカーテン（1966年、米）
- ピクセル (2015年、米)
- 美少女探偵ナンシー・ドリュー（2007年、米）
- 美女と野獣（1991年、米）
- 美女と野獣 (2014年、フランス・ドイツ)
- 美女と野獣 (2017年、米)
- ビッグゲーム 大統領と少年ハンター (2014年、フィンランド・ドイツ・英)
- ヒックとドラゴン（2010年、米）
- ビッグ・フィッシュ（2003年、米）
- 羊たちの沈黙（1991年、米）
- ヒッチャー（1986年、米）
- ヒトラーの贋札（2007年、 ドイツ・ オーストリア）
- 陽のあたる教室（1995年、米）
- ひまわり（1970年、 イタリア）
- 秘密と嘘（1996年、英）
- ヒューゴの不思議な発明（2011年、米・英）
- ビューティフル・マインド（2001年、米）
- ヒューマン・ネイチュア（2001年、米・ フランス）
- 評決のとき（1996年、米）
- ビリディアナ（1961年、 スペイン）
- 昼下りの情事（1957年、米）
- ビルマVJ 消された革命（2008年、 デンマーク）
- ピンク・パンサー（1964年、米）
- ヒンデンブルグ 第三帝国の陰謀 (2011年、ドイツ)
- ファーゴ（1996年、米）
- ファイト・クラブ（1999年、米）
- ファイアーストーム（1997年、米）
- ファイヤーウォール（2006年、米）
- ファイヤーフォックス（1982年、米）
- ファインディング・ニモ（2003年、米）
  - ファインディング・ドリー (2016年、米)
- ファニーゲーム（1997年、 オーストリア）
- ファニーとアレクサンデル（1982年、 スウェーデン・ フランス・ 西ドイツ）
- ファミリー・ツリー（2011年、米）
- ファンタジア（1940年、米）
- ファンタスティック・ビーストシリーズ
  - ファンタスティック・ビーストと魔法使いの旅 (2016年、英)
  - ファンタスティック・ビーストと黒い魔法使いの誕生 (2018年、英・米)
  - ファンタスティック・ビーストとダンブルドアの秘密 (2022年、英・米)
- ファンタスティック・フォー ［超能力ユニット］（2005年、米）
  - ファンタスティック・フォー:銀河の危機（2007年、米）
  - ファンタスティック・フォー（2015年、米）
- フィリップ、きみを愛してる!（2009年、米・ フランス）
- フィールド・オブ・ドリームス（1989年、米）
- Vフォー・ヴェンデッタ（2005年、米・英・ ドイツ）
- フィフス・エレメント（1997年、 フランス・米）
- フィラデルフィア（1993年、米）
- フェーズ6（2009年、米）
- ブエナ・ビスタ・ソシアル・クラブ（1999年、 ドイツ・米・ フランス・ キューバ）
- ブエノスアイレス（1997年、 香港）
- フェリスはある朝突然に（1986年、米）
- フォーガットン（2004年、米）
- フォー・ルームス（1995年、米）
- フォーチュン・クッキー（2003年、米）
- フォックスキャッチャー (2014年、米)
- フォレスト・ガンプ/一期一会（1994年、米）
- フォロウィング（1999年、米）
- 不思議の国のアリス（1933年、米、他）
- ふたりの誓い（1970年、米）
- 二ツ星の料理人 (2015年、米)
- フック（1991年、米）
- PUSH 光と闇の能力者（2009年、米）
- フットルース（1984年、米）
- 譜めくりの女（2006年、フランス）
- フューリー（2014年、米・英）
- フライト（2012年、米）
- フライト・オブ・フェニックス（2004年、米）
- フライト・ゲーム（2014年、米・フランス）
- ブライト・スター いちばん美しい恋の詩（2009年、英・ オーストラリア・ フランス）
- プライドと偏見（2005年、英）
- プライベート・ライアン（1998年、米）
- フライトプラン（2005年、米）
- フライボーイズ（2006年、米）
- ブラザーズ・グリム（2005年、米・英・チェコ）
- ブラザーフッド（2004年、 韓国）
- ブラス!（1996年、英）
- ブラックアダム（2022年、米）
- Black & White/ブラック & ホワイト（2012年、米）
- ブラック・ウィドウ（2021年、米）
- ブラック・ウォーター（2008年、 オーストラリア）
- ブラック・スワン（2010年、米）
- ブラック・ダリア（2006年、米）
- ブラックハット (2015年、米)
- ブラックパンサー (2018年、米)
  - ブラックパンサー/ワカンダ・フォーエバー (2022年、米)
- ブラックブック（2006年、オランダ・ ドイツ・英・ ベルギー）
- ブラック・フライデー 奪われた生物兵器（1999年、米）
- ブラックホーク・ダウン（2001年、米）
- ブラックホール（1979年、米）
- ブラック・レイン（1989年、米）
- フラッシュダンス（1983年、米）
- ブラッダ（2000年、米）
- フラッド（1998年、米）
- プラトーン（1989年、米）
- フランケンウィニー（1984年、米）
  - フランケンウィニー（2012年、米）
- フランケンシュタイン
  - フランケンシュタイン（1931年、米）
  - フランケンシュタイン（1994年、英・米）
  - フランケンシュタインの逆襲（1957年、英）
  - フランケンシュタインの逆襲（1965年、米）
  - フランケンシュタインの花嫁（1935年、米）
  - フランケンシュタインの復活（1939年、米）
- フランシスコの2人の息子（2005年、 ブラジル）
- フリーダ（2002年、米）
- ブリキの太鼓（1979年、 西ドイツ・ フランス・ ポーランド・旧 ユーゴ）
- ブリジット・ジョーンズの日記（2001年、英・ フランス）
  - ブリジット・ジョーンズの日記 きれそうなわたしの12か月（2004年、英・米）
  - ブリジット・ジョーンズの日記 ダメな私の最後のモテ期 (2016年、英・米・フランス)
- プリシラ（1994年、 オーストラリア）
- ブリッジ・オブ・スパイ (2015年、米)
- ブリット（1968年、米）
- プリティ・ウーマン（1990年、米）
- プリデスティネーション (2014年、オーストラリア)
- ブーリン家の姉妹（2008年、米・英）
- プリンス・オブ・ペルシャ/時間の砂（2010年、米）
- プリンセスと魔法のキス（2009年、米）
- ブルー・ゴールド 狙われた水の真実（2008年、米）
- ブルーサンダー（1982年、米）
- ブルージャスミン（2013年、米）
- フールズ・ゴールド/カリブ海に沈んだ恋の宝石（2008年、米）
- ブルーノ（2009年、米）
- ブルーベルベット（1986年、米）
- ブルジョワジーの秘かな愉しみ（1972年、 フランス）
- ブルックリン (2015年、カナダ・アイルランド・イギリス・米)
- ブルックリンの恋人たち (2014年、米)
- フルメタル・ジャケット（1987年、米）
- フル・モンティ（1997年、英）
- プレイス・イン・ザ・ハート (1984年、米)
- ブレイブハート（1995年、米）
- ブレインデッド（1992年、 ニュージーランド）
- プレシャス（2009年、米）
- プレステージ（2006年、米・英）
- フレディVSジェイソン（2002年、米）
- プレデターシリーズ
  - プレデター（1987年、米）
  - プレデター2（1990年、米）
  - プレデターズ（2010年、米）
  - ザ・プレデター（2018年、米）
  - プレデター:ザ・プレイ（2022年、米）
- ブレードランナー（1982年、米）
  - ブレードランナー 2049（2017年、米）
- フレンチ・カンカン（1954年、 フランス）
- フレンチ・コネクション（1971年、米）
  - フレンチ・コネクション2（1975年、米）
- ブロウ（2001年、米）
- フローズン・リバー（2008年、米）
- プロジェクトA（1984年、 香港）
  - プロジェクトA2 史上最大の標的（1987年、 香港？）
- プロデューサーズ（2005年、米）
- フロム・ダスク・ティル・ドーン（1996年、米）
- プロメテウス（2012年、米）
- ヘアスプレー（1986年、米）
- ヘアスプレー（2007年、米・英）
- ペイチェック 消された記憶（2003年、米）
- ベイブ（1996年、 オーストラリア）
  - ベイブ/都会へ行く（1998年、 オーストラリア）
- ペイ・フォワード 可能の王国（2000年、米）
- ベイマックス (2014年、米)
- ベートーベン（1992年、米）
- ヘカテ（1982年、 スイス・ フランス）
- ペギー・スーの結婚（1986年、米）
- 北京の55日（1963年、米）
- ベストセラー 編集者パーキンズに捧ぐ (2016年、英・米)
- ベスト・フレンズ・ウェディング（1997年、米）
- ペット (2016年、米)
- ベッドタイム・ストーリー（2008年、米）
- ベニスに死す（1971年、 イタリア・ フランス）
- ペネロピ（2008年、英・米）
- ヘヴン（2002年、 ドイツ・米・英・ フランス）
- ヘラクレス（2014年、米）
- ペリカン文書（1993年、米）
- ベリッシマ（1951年、 イタリア）
- ヘルプ 心がつなぐストーリー（2011年、米）
- ヘルプ!4人はアイドル（1965年、英）
- ベルリン・天使の詩（1987年、 西ドイツ・ フランス）
- ペレ（1987年、 デンマーク・ スウェーデン）
- ベンジャミン・バトン 数奇な人生（2008年、米）
- ヘンゼル & グレーテル（2013年、アメリカ・ドイツ）
- ペントハウス（2011年、米）
- ベン・ハー（1959年、米）
- 抱擁のかけら（2009年、 スペイン）
- 暴力教室（1955年、米）
- ボウリング・フォー・コロンバイン（2002年、米）
- ボーイズ・ドント・クライ（1999年、米）
- ホース・ソルジャー (2018年、米)
- ボーダー（2008年、米）
- ボーダーライン (2015年、米)
- ホーム・アローン（1990年、米）
  - ホーム・アローン2（1992年、米）
  - ホーム・アローン3（1997年、米）
  - ホーム・アローン4（2002年、米）
  - ホーム・スイート・ホーム・アローン（2021年、米）
- ポーラー・エクスプレス（2004年、米）
- ぼくのエリ 200歳の少女（2008年、 スウェーデン）
- 僕の彼女を紹介します（2004年、 韓国）
- ぼくの国、パパの国（1999年、英）
- ぼくのバラ色の人生（1997年、 フランス・ ベルギー・英）
- 僕の村は戦場だった（1962年、旧 ソビエト連邦）
- 僕のワンダフル・ライフ(2017年、米)
- 北北西に進路を取れ（1959年、米）
- 僕らのミライへ逆回転（2008年、米）
- 慕情（1955年、米）
- ポセイドン・アドベンチャー（1972年、米）
  - ポセイドン・アドベンチャー2（1979年、米）
  - ポセイドン（2006年、米）
- ポゼッション（1981年、 フランス、 西ドイツ）
- ホテル・ルワンダ（2004年、英・ イタリア・ 南アフリカ共和国）
- 炎のメモリアル（2005年、米）
- 炎のランナー（1981年、英）
- ボビー（2006年、米）
- ボビーZ（2007年、米）
- ホビットシリーズ
  - ホビット 思いがけない冒険（2012年、米・ニュージーランド）
  - ホビット 竜に奪われた王国（2013年、ニュージーランド・英・米）
  - ホビット 決戦のゆくえ（2014年、ニュージーランド・英・米）
- ホリデイ（2006年、米）
- ボルケーノ（1997年、米）
- ホワイトハウス・ダウン（2013年、米）
- ホワット・ライズ・ビニース（2000年、米）
- ボーン・アイデンティティー（2002年、米）
  - ボーン・スプレマシー（2004年、米）
  - ボーン・アルティメイタム（2007年、米）
  - ボーン・レガシー（2012年、米）
  - ジェイソン・ボーン (2016年、米)
- ホンコン・フライド・ムービー（1988年、 香港）
- ボンベイ（1995年、 インド）
- ボンボン（2004年、 アルゼンチン）

### ま行
- マーガレット・サッチャー 鉄の女の涙 (2012年、英)
- マーキュリー・ライジング (1998年、米)
- マーズ・アタック!（1996年、米）
- マイアミ・バイス（2006年、米）
- マイ・インターン (2015年、米)
- 迷子の警察音楽隊（2007年、 イスラエル・ フランス・米）
- マイティ・ジョー (1998年、米)
- マイティ・ソー(2011年、米)
  - マイティ・ソー/ダーク・ワールド (2013年、米)
  - マイティ・ソー/バトルロイヤル (2017年、米)
  - ソー:ラブ&サンダー (2022年、米)
- マイノリティ・リポート（2002年、米）
- マイ・ビューティフル・ランドレット（1985年、英）
- マイ・ブラザー（2009年、米）
- マイ・フレンド・フォーエバー(1995年、米)
- マイ・フレンド・メモリー (1998年、米)
- マイ・ベスト・フレンド (2015年、英)
- マイレージ、マイライフ（2009年、米）
- マグノリア（1999年、米）
- マゴリアムおじさんの不思議なおもちゃ屋 (2007年、米)
- マジック・イン・ムーンライト (2014年、米・英)
- マジック・クリスチャン（1969年、英）
- マジック・マイク (2012年、米)
  - マジック・マイクXXL (2015年、米)
  - マジック・マイク ラストダンス (2023年、米)
- マスク（1994年、米）
  - マスク2（2005年、米）
- マスター・アンド・コマンダー (2003年、米)
- マダムと泥棒 (1955年、英)
- マダム・フローレンス! 夢見るふたり (2016年、英)
- マダム・マロリーと魔法のスパイス (2014年、米)
- 街の灯（1931年、米）
- マックイーンの絶対の危機（1958年、米？）
- マックス・ペイン (2008年、米)
- マッチスティック・メン (2003年、米)
- マッドマックスシリーズ
  - マッドマックス（1979年、 オーストラリア）
  - マッドマックス2（1981年、 オーストラリア）
  - マッドマックス/サンダードーム（1985年、 オーストラリア）
  - マッドマックス 怒りのデス・ロード（2015年、 オーストラリア、米）
  - マッドマックス:フュリオサ（2024年、 オーストラリア、米）
- マッハ!弐（2008年、 タイ）
- M★A★S★H マッシュ（1970年、米）
- マディソン郡の橋（1995年、米）
- マトリックスシリーズ
  - マトリックス（1999年、米）
  - マトリックス・リローデッド（2003年、米）
  - マトリックス・レボリューションズ（2003年、米）
  - マトリックス レザレクションズ（2021年、米）
- マネー・ショート 華麗なる大逆転 (2015年、米)
- マネーモンスター (2016年、米)
- 真昼の決闘（1952年、米）
- 魔法使いの弟子 (2010年、米)
- 魔法にかけられて（2007年、米）
- まぼろしの市街戦（1966年、 フランス）
- 真夜中のカーボーイ（1969年、米）
- マリア・ブラウンの結婚（1979年、 西ドイツ）
- マリアンヌ (2016年、米)
- マリー・アントワネット (2006年、米)
- マリー・アントワネットに別れをつげて (2012年、フランス)
- マリーゴールド・ホテルで会いましょう (2012年、英)
  - マリーゴールド・ホテル 幸せへの第二章 (2015年、英)
- マリグナント 狂暴な悪夢(2021年、米)
- マルコヴィッチの穴（1999年、米）
- マルホランド・ドライブ（2001年、米）
- マレーナ（2000年、 イタリア・米）
- マレフィセント (2014年、米)
- マンチェスター・バイ・ザ・シー (2016年、米)
- マンマ・ミーア!(2008年、米・英)
- ミクロの決死圏（1966年、米）
- ミザリー（1990年、米）
- ミシシッピー・バーニング（1988年、米）
- Mr.&Mrs. スミス（2005年、米）
- Mr.インクレディブル（2004年、米）
- Mr.ホームズ 名探偵最後の事件 (2015年、英・米)
- ミスタア・ロバーツ（1955年、米）
- ミスティック・リバー（2003年、米）
- ミスト（2007年、米）
- ミス・ペレグリンと奇妙なこどもたち (2016年、米)
- ミス・ポター(2006年、米・英)
- 道（1954年、 イタリア）
- 未知との遭遇（1977年、米）
- 蜜がいっぱい（1965年、 イタリア・ フランス）
- ミッション:インポッシブルシリーズ
  - ミッション:インポッシブル（1996年、米）
  - M:I-2 ミッション:インポッシブル2（2000年、米）
  - M:I-3 ミッション:インポッシブル3（2006年、米）
  - ミッション:インポッシブル/ゴースト・プロトコル（2011年、米）
  - ミッション:インポッシブル/ローグ・ネイション (2015年、米)
  - ミッション:インポッシブル/フォールアウト (2018年、米)
  - ミッション:インポッシブル/デッドレコニング PART ONE (2023年、米)
- ミッション: 8ミニッツ (2011年、米・フランス)
- ミッション・トゥ・マーズ (2000年、米)
- ミッシング ID (2011年、米)
- ミッドサマー (2019年、米・ スウェーデン)
- ミッドナイト・イン・パリ (2011年、スペイン・米)
- みどりの壁（1970年、 ペルー）
- 緑の光線（1987年、 フランス）
- 三つ数えろ（1946年、米）
- みなさん、さようなら（2003年、 カナダ・ フランス）
- 南太平洋（1958年、米）
- ミミック（1997年、米）
- ミュリエルの結婚（1994年、 オーストラリア）
- ミュンヘン（2005年、米）
- 未来世紀ブラジル（1985年、英・米）
- 未来惑星ザルドス（1974年、英）
- ミリオンダラー・アーム (2014年、米)
- ミリオンダラー・ベイビー（2004年、米）
- ムーラン・ルージュ（2001年、米）
- ムーンプリンセス 秘密の館とまぼろしの白馬 (2009年、英)
- ムーンライズ・キングダム (2012年、米)
- ムーンライト (2016年、米)
- 麦の穂をゆらす風（2006年、英・ アイルランド・ ドイツ・ イタリア・ スペイン）
- 息子の部屋（2001年、 イタリア）
- ムトゥ 踊るマハラジャ（1995年、 インド）
- メアリーと秘密の王国 (2013年、米)
- メイズ・ランナー (2014年、米)
  - メイズ・ランナー2: 砂漠の迷宮 (2015年、米)
  - メイズ・ランナー: 最期の迷宮 (2018年、米)
- MEG ザ・モンスター (2018年、米・中国)
  - MEG ザ・モンスターズ2 (2023年、米・中国)
- めぐりあう時間たち（2002年、米）
- メジャーリーグ（1989年、米）
  - メジャーリーグ2（1994年、米）
  - メジャーリーグ3（1998年、米）
- メッセージ (2016年、米)
- メトロポリス（1927年、 ドイツ）
- めまい（1958年、米）
- メメント（2000年、米）
- メラニーは行く!(2002年、米)
- メランコリア (2011年、デンマーク)
- メリーに首ったけ（1998年、米）
- メリダとおそろしの森（2012年、米）
- メン・イン・ブラック（1997年、米）
  - メン・イン・ブラック2（2002年、米）
  - メン・イン・ブラック3（2012年、米）
  - メン・イン・ブラック:インターナショナル（2019年、米）
- モアナと伝説の海 (2016年、米)
- モーターサイクル・ダイアリーズ（2004年、英・米）
- モータルコンバット
  - モータル・コンバット (1995年、米)
  - モータルコンバット2 (1997年、米)
  - モータルコンバット (2021年、米)
- もうひとりのシェイクスピア（2011年、独・英）
- もしも昨日が選べたら（2006年、米）
- モダン・タイムス（1936年、米）
- モナリザ・スマイル(2003年、米)
- モネ・ゲーム (2012年、英・米)
- ものすごくうるさくて、ありえないほど近い (2011年、米)
- モ'・ベター・ブルース（1990年、米）
- モンスター（2003年、米）
- モンスターVSエイリアン（2009年、米）
- モンスターズ・インク（2001年、米）
  - モンスターズ・ユニバーシティ（2013年、米）
- モンスター・ハウス (2006年、米)
- モンスター・パニック（1980年、米）
- モンスター・ホテル (2012年、米)
- モンティ・パイソン・アンド・ナウ（1975年、英）
- モンティ・パイソン・アンド・ホーリー・グレイル（1975年、英）
- モンテーニュ通りのカフェ(2006年、フランス)

### や行
- やさしい嘘と贈り物（2008年、米）
- 屋根の上のバイオリン弾き（1971年、米）
- 山猫（1963年、 イタリア・ フランス）
- 闇の列車、光の旅（2009年、米・ メキシコ）
- ヤング≒アダルト (2011年、米)
- ヤング@ハート（2007年、英）
- ヤングガン（1988年、米）
  - ヤングガン2（1990年、米）
- ヤング・フランケンシュタイン（1974年、米）
- U-571（2000年、米）
- 雪どけ（1973年、 フランス）
- ユキとニナ（2009年、 フランス・ 日本）
- ユージュアル・サスペクツ（1995年、米）
- 夕陽のガンマン（1965年、 イタリア・ スペイン）
- ユナイテッド -ミュンヘンの悲劇- (2011年、英)
- ユニバーサル・ソルジャー（1992年、米）
  - ユニバーサル・ソルジャーII（1998年、米）
  - ユニバーサル・ソルジャーIII（1998年、米）
  - ユニバーサル・ソルジャー/ザ・リターン（1999年、米）
  - ユニバーサル・ソルジャー:リジェネレーション（2009年、米）
  - ユニバーサル・ソルジャー 殺戮の黙示録（2012年、米）
- 夢駆ける馬ドリーマー（2005年、米）
- 許されざる者（1960年、米）
- 許されざる者（1992年、米）
- 善き人 (2008年、米)
- 善き人のためのソナタ（2006年、 ドイツ）
- 欲望（1966年、英・ イタリア）
- 欲望という名の電車（1951年、米）
- 欲望の翼（1990年、 香港）
- 夜になるまえに（2000年、米）
- 夜の第三部分（1972年、 ポーランド）
- 夜の大捜査線（1967年、米）

### ら行
- ラースと、その彼女 (2007年、米)
- ライトスタッフ（1983年、米）
- LIFE! (2013年、米)
- ライフ・アクアティック（2005年、米）
- ライフ・イズ・ビューティフル（1998年、 イタリア）
- ライフ・イズ・ミラクル（2004年、セルビア）
- ライフ・オブ・パイ/トラと漂流した227日 (2012年、米)
- ライフ・オブ・ブライアン（1979年、英）
- ライラの冒険 黄金の羅針盤（2007年、米）
- ラウンド・ミッドナイト（1986年、米・ フランス）
- ラスト・アクション・ヒーロー（1993年、米）
- ラストエンペラー（1987年、 イタリア、米、 中国、 日本）
- ラストサマー (1998年、米)
  - ラストサマー2 (1999年、米)
  - ラストサマー3 (2006年、米)
- ラスト サムライ（2003年、米・ ニュージーランド・ 日本）
- ラストスタンド (2013年、米)
- ラスト・マップ/真実を探して(2004年、米)
- ラストミッション (2014年、米・フランス)
- ラスベガスをやっつけろ（1998年、米）
- ラッキーナンバー7 (2006年、米)
- ラッシュ/プライドと友情 (2013年、米・英)
- LOVERS（2004年、 中国）
- ラ★バンバ（1987年、米）
- ラブ・アクチュアリー（2004年、米・英）
- ラブ・セレナーデ（1996年、 オーストラリア）
- ラブソングができるまで(2007年、米)
- ラブリーボーン（2009年、米・英・ ニュージーランド）
- ラム・ダイアリー(2011年、米)
- ラ・ヨローナ〜泣く女〜(2019年、米)
- ラ・ラ・ランド (2016年、米)
- ラン・オールナイト (2015年、米)
- 乱気流(1997年、米)
- ランゴ(2011年、米)
- ランダム・ハーツ (1999年、米)
- ランブルフィッシュ（1983年、米）
- ランボー（1982年、米）
  - ランボー/怒りの脱出（1985年、米）
  - ランボー3/怒りのアフガン（1988年、米）
  - ランボー/最後の戦場（2008年、米）
  - ランボー ラスト・ブラッド（2019年、米）
- ラン・ローラ・ラン（1998年、 ドイツ）
- リアリティ・バイツ（1994年、米）
- リアル・スティール (2011年、米)
- リーグ・オブ・レジェンド/時空を超えた戦い（2003年、米）
- リーサル・ウェポンシリーズ
  - リーサル・ウェポン（1987年、米）
  - リーサル・ウェポン2/炎の約束（1989年、米）
  - リーサル・ウェポン3（1992年、米）
  - リーサル・ウェポン4（1998年、米）
- 理想の彼氏 (2009年、米)
- リディック（2004年、米）
- リディバイダー (2017年、米・オランダ)
- リトルプリンス 星の王子さまと私 (2015年、フランス)
- リトル・ミス・サンシャイン（2006年、米）
- リバー・ランズ・スルー・イット（1992年、米）
- リバティーン（2004年、英）
- リビング・イン・オブリビオン/悪夢の撮影日誌（1995年、米）
- リプリー（1999年、米）
- 猟奇的な彼女（2001年、 韓国）
- リリーのすべて (2015年、米・英・ドイツ)
- リンカーン (2012年、米)
- リンカーン/秘密の書 (2012年、米)
- リンカーン弁護士 (2011年、米)
- ルイスと不思議の時計(2018年、米)
- ルイスと未来泥棒 (2007年、米)
- LUCY/ルーシー (2014年、フランス)
- ルートヴィヒ（1972年、 イタリア・ 西ドイツ・ フランス）
- LOOPER/ルーパー (2012年、米・中国)
- ルーム (2015年、カナダ・アイルランド)
- ルディ/涙のウイニング・ラン（1993年、米）
- ルドandクルシ（2008年、 メキシコ）
- Ray/レイ（2004年、米）
- レイジング・ブル（1980年、米）
- レイン（1999年、 タイ）
- レインマン（1988年、米）
- レーシング・ストライプス (2005年、米)
- レオン（1994年、 フランス・米）
- レギオン（2010年、米）
- レザボア・ドッグス（1991年、米）
- レッズ（1981年、米）
- レット・イット・ビー（1970年、英）
- レッド・オクトーバーを追え!（1990年、米）
- レッド・ドーン (2012年、米)
- レッド・バロン (2008年、ドイツ)
- レディ・イン・ザ・ウォーター(2006年、米)
- レディ・プレイヤー1 (2018年、米)
- レフト・ビハインド (2014年、米)
- レボリューショナリー・ロード/燃え尽きるまで (2008年、米)
- レミーのおいしいレストラン（2007年、米）
- レ・ミゼラブル (2012年、英)
- レモニー・スニケットの世にも不幸せな物語 (2004年、米)
- レベッカ（1940年、米）
- レント(2005年、米)
- ロイヤル・アフェア 愛と欲望の王宮 (2012年、デンマーク・スウェーデン・チェコ)
- ロイヤル・セブンティーン(2003年、米)
- ロイヤル・ナイト 英国王女の秘密の外出 (2015年、英)
- 蝋人形の館（2005年、米・ オーストラリア）
- ロスト・イン・トランスレーション（2003年、米・ 日本）
- ロッキーシリーズ
  - ロッキー（1976年、米）
  - ロッキー2（1979年、米）
  - ロッキー3（1982年、米）
  - ロッキー4/炎の友情（1985年、米）
  - ロッキー5/最後のドラマ（1990年、米）
  - ロッキー・ザ・ファイナル（2006年、米）
- ロッキー・ホラー・ショー（1975年、英）
- ロックアウト (2012年、フランス)
- ロック・オブ・エイジズ (2012年、米)
- ロック、ストック&トゥー・スモーキング・バレルズ（1999年、英）
- LOGAN/ローガン (2017年、米)
- ロード・オブ・ザ・リング三部作
  - ロード・オブ・ザ・リング/旅の仲間（2001年、米・ ニュージーランド）
  - ロード・オブ・ザ・リング/二つの塔（2002年、米・ ニュージーランド）
  - ロード・オブ・ザ・リング/王の帰還（2003年、米・ ニュージーランド）
- ローマの休日（1953年、米）
- ローラーガールズ・ダイアリー（2009年、米）
- ローリング・サンダー（1977年、米）
- ローン・レンジャー (2013年、米)
- ロスト・イン・スペース（1998年、米）
- ロスト・チルドレン（1995年、 フランス）
- ロスト・ハイウェイ（1997年、米）
- ロビイストの陰謀 (2010年、カナダ)
- ロビン・フッド (2010年、米・英)
- ロボコップシリーズ
  - ロボコップ（1987年、米）
  - ロボコップ2（1990年、米）
  - ロボコップ3（1993年、米）
  - ロボコップ（2014年、米）
- ロミオ+ジュリエット（1997年、米）
- ロミオとジュリエット（1935年、米、他）
- ロラックスおじさんの秘密の種 (2012年、米)
- ロング・グッドバイ（1974年、米）

### わ行
- ワーキング・ガール（1988年、米）
- ワイルド・アット・ハート（1998年、米）
- ワイルドシングス（1990年、米）
- ワイルド・スピードシリーズ
  - ワイルド・スピード（2001年、米）
  - ワイルド・スピードX2（2003年、米）
  - ワイルド・スピードX3 TOKYO DRIFT（2006年、米）
  - ワイルド・スピード MAX（2009年、米）
  - ワイルド・スピード MEGA MAX（2011年、米）
  - ワイルド・スピード EURO MISSION（2013年、米）
  - ワイルド・スピード SKY MISSION（2015年、米）
  - ワイルド・スピード ICE BREAK（2018年、米）
  - ワイルド・スピード/スーパーコンボ（2019年、米）
  - ワイルド・スピード/ジェットブレイク（2021年、米）
  - ワイルド・スピード/ファイヤーブースト（2023年、米）
- ワイルド・ワイルド・ウェスト（1999年、米）
- 若草物語 (1994年、米)
- 若者のすべて（1960年、 イタリア・ フランス）
- わかれ路（1994年、米）
- 惑星ソラリス（1972年、旧 ソビエト連邦）
- わすれな歌（2002年、 タイ）
- わたしが美しくなった100の秘密（1999年、米）
- 私の中のあなた(2009年、米)
- 私の中のもうひとりの私（1988年、米）
- 私の夜はあなたの昼より美しい（1989年、 フランス）
- ワルキューレ (2008年、米)
- ワルシャワの柔肌（1996年、 ポーランド・ フランス・ スイス）
- われらが背きし者 (2016年、英)
- ワンス・アポン・ア・タイム・イン・アメリカ（1984年、米）
- ワンス・アンド・フォーエバー (2002年、米・ドイツ)
- ONCE ダブリンの街角で（2006年、 アイルランド）
- ワンダーウーマン (2017年、米)
  - ワンダーウーマン 1984 (2020年、米)
- ワンダー　君は太陽 (2017年、米)
- ワン・デイ 23年のラブストーリー (2011年、英)
- ワン・フロム・ザ・ハート（1982年、米）